# Drobeta-Turnu Severin

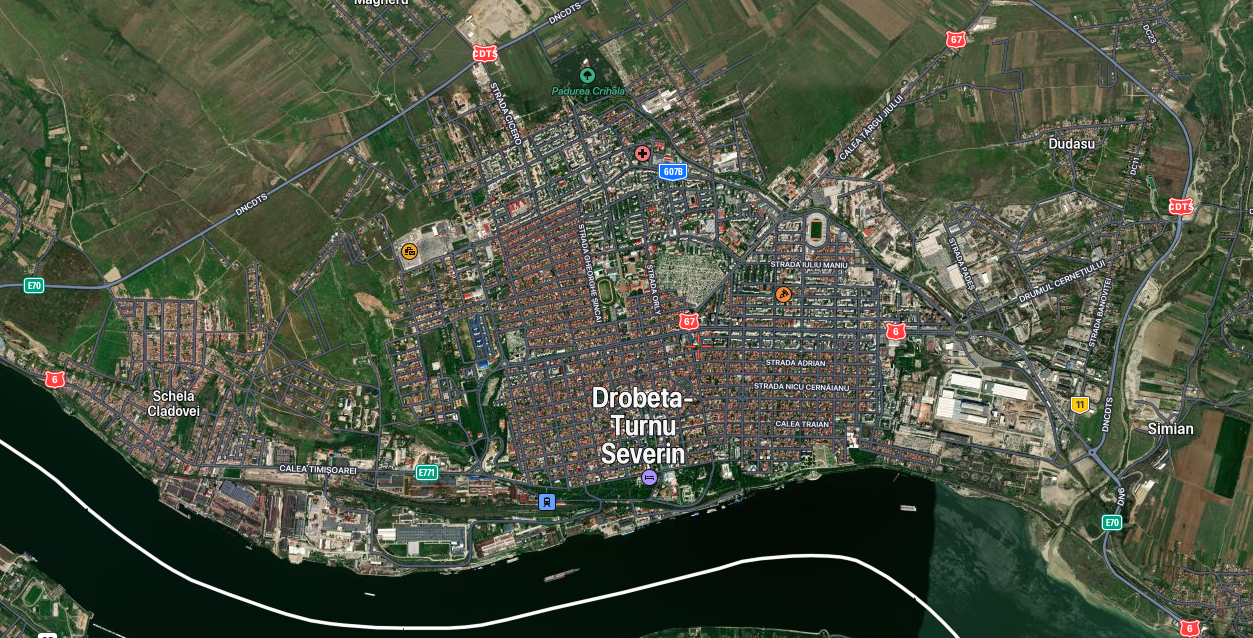
Orasul Drobeta Turnu-Severin cu vedere din satelit la rezolutie mare

Drobeta-Turnu Severin (denumire până în 1972: Turnu Severin, în maghiară: Szörényvár sau Szörénytornya, în germană: Turm Severin) este municipiul de reședință al județului Mehedinți, Oltenia, România, format din localitățile componente Drobeta-Turnu Severin (reședința), Dudașu Schelei, Gura Văii și Schela Cladovei.
Localitatea s-a dezvoltat în apropierea castrului roman Drobeta, devenind dintr-un punct strategic inițial un oraș de răscruce a drumurilor pe uscat și pe apă care duceau la nord și la sud de Dunăre. În timpul Antichității romane, Drobeta a devenit primul centru urban din regiune și al treilea din provincia Dacia, după Sarmizegetusa și Apullum. În timpul lui Hadrian, orașul a fost declarat municipiu (în 121), în momentul în care populația atinsese 14.000 de locuitori. În timpul lui Septimiu Sever a fost ridicat la rangul de colonie (în 193), ceea ce conferea locuitorilor urbei drepturi egale cu cetățenii Romei.
Pe la mijlocul secolului al III-lea, Drobeta se întindea pe 60 de hectare și era locuită de cca. 40.000 de locuitori. Castrul a fost distrus de barbari și reconstruit în mod repetat în timpul Antichității târzii, încetându-și definitiv rolul de garnizoană în anul 602 d.Hr. În Evul Mediu a fost construită de Regatul Maghiar cetatea Severin, care a fost distrusă la 1526 de Imperiul Otoman.
La data de 23 aprilie 1833, a fost întemeiat din nou Turnu Severin, când domnul Alexandru Dimitrie Ghica a emis actul înființării orașului. Planul inițial al orașului a fost gândit de arhitectul Xavier Villacrosse, secundat de inginerul Moritz von Ott, prin grija domnitorului din acel moment, Barbu Știrbei. În anul 1841, capitala județului s-a mutat de la Cerneți la Turnu Severin.

## Geografie
Este așezat în partea vestică a Olteniei , coordonatele sale fiind 22° 33' longitudine estică și 44° 38' latitudine nordică. Orașul este situat pe malul stâng al Dunării, la ieșirea fluviului din defileu, în depresiunea subcarpatică a Topolniței, pe drumul european E70, la 220 km sud-est de Timișoara, 113 km vest de Craiova și 353 km vest de București.Altitudinea este de 104 metri la punctul cel mai înalt, iar punctul cel mai de jos se află situat lângă gară, unde altitudinea este de 48,75 metri față de nivelul mării.
Drobeta-Turnu Severin este așezat în Depresiunea Severinului și este înconjurat de următoarele dealuri: Dealul Vărănic (403 m.) - în Vest-Nord-Vest, Dealul Colibași - în Nord, Dealul Balota (368 m.) - în Est și Dealul Stârmina (217 m.) - în Sud.
Severinul se află într-o zonă de climă temperat-continentală cu influențe submediteraneene, cu veri însorite și fierbinți și ierni blânde, care oferă condiții pentru dezvoltarea unor vegetații specifice, cum ar fi migdalul, smochinul, liliacul, teiul și castanul sau arborii exotici magnolie, nuc caucazian, ginkgo biloba.

## Istoric

### Perioada preistorică

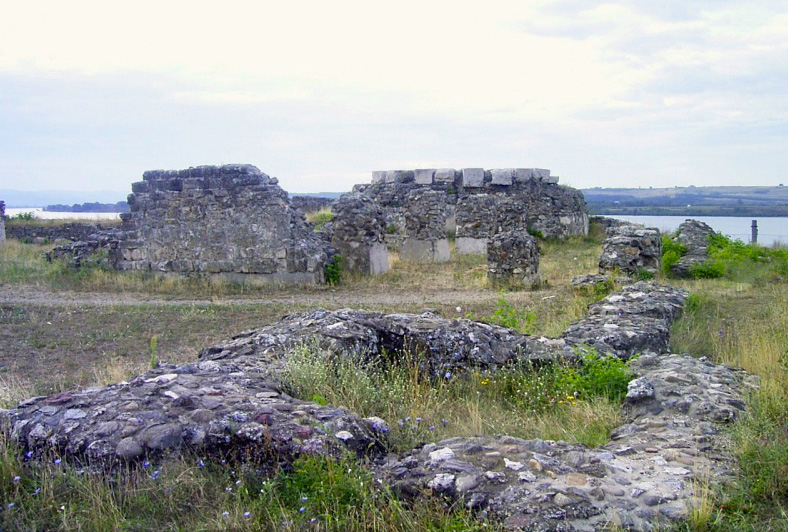
Ruinele Castrului roman

Cercetǎrile arheologice realizate de specialiști în istorie de la Universitatea Edinburgh și de la Institutul de Arheologie „Vasile Pârvan” din București au descoperit, în situl arheologic de la Schela Cladovei (cartier al Severinului actual), urme umane din perioada paleoliticului. Inventarul arheologic scos la iveală indică începutul vieții omului primitiv, al trecerii acestuia de la stadiul de culegător, pescar și vânător la o civilizație sedentarizată modernă.
O altă descoperire importantă a fost un homo sapiens din urmă cu 8000 de ani. Primele săpături pe șantierul arheologic de la Schela Cladovei au fost efectuate de istoricul Vasile Boroneanț, începând din anul 1960. Au fost descoperite, de-a lungul timpului, peste 65 de morminte datând din perioada 7300 - 6300 î.Ch. Datarea cu carbon radioactiv a probelor arheologice confirmă vechimea aproximativă de circa 8000 de ani. Ulterior, pe locul Severinului de astăzi s-a aflat în antichitate castrul roman Drobeta.

### Perioada antică
Castrul Drobeta este primul centru urban ca importanță militară, economică și religioasă din regiunea Olteniei și Banatului, și al treilea centru urban din Dacia, după Sarmizegetusa și Apullum. În anul 126 d.C, sub stăpânirea Împăratului Adrian (117-138 d.C), Castrul Drobetei (14.000 de locuitori, este ridicat la rangul de Municipiu (Municipium Publium Aelium Hadrianum Drobetense), iar mai târziu, sub Împăratul Septimius Severus (193-211 d.C), în anul 193 d.C., este ridicat la rangul de Colonie. Pe la mijlocul secolului al III-lea, Colonia Drobetei era întinsă pe o suprafață de 60 de hectare și avea o populație de aproximativ 40.000 de locuitori. Împărații romani, chiar și în timpul abandonării Daciei, au continuat sa refacă și să întrețină unele cetăți importante de la nord de Dunăre, precum Drobeta.
În Templul principal din Drobeta, la începutul celui de-al doilea război dacic (105 - 106 d.C) este menționată libația (jertfa) celebrată de Împăratul Traian, o jertfă care încă astăzi, istoricii, nu pot preciza sigur scopul religios: consacrarea podului construit peste Dunăre, mulțumire pentru respingerea unui atac dacic împotriva castrului, o binecuvântare pentru familia imperială, fie o jertfă în onoarea zeiței Virtuții și a Onoarei. Libația (jertfa) implica sacrificarea a trei animale masculine, un porc, un berbec și un taur care erau purtați în procesiune sacră în locul unde credincioșii voiau sa fie purificați. (Cato, R.R. 141 ; Varro, R.R. II, 1, 10 ; Liv. I, 44 ; Tac. Ann. VI, 37 ; Hist. IV, 53).
Înainte de retragerea autorității civile romane din Dacia (271 d.C.), creștinismul, având adepți răspândiți în toate coloniile imperiului roman, era încă o religie minoritară. Templele castrului Drobetei sunt citate in perioada Împăratului Gordian al III-lea (238-244 d.C.) ca unele dintre puținele locuri unde in Dacia se practica, printre soldații legionari romani, misterele cultului (cu dedicație militară) a lui Jupiter Dolichețianul (la origine un zeu oriental, inclus in Panteonul roman, adorat pe teritoriul Siriei de astăzi ca zeul suprem Baal al Cerului și al Furtunei [I(ovi) O (ptimo) M (aximo) S(abazio) ]). Legat de cultul particular roman al lui Jupiter (Baal) Dolichețianul la Drobeta, este citată Cohorta a III-a Campestris, pe care cercetători francezi o asociază miticei Cohorte a "III-a Dacice", prezentă în Castru în anul 179 d.C.¹
La mijlocul sec. al III-lea, în perioada domniei împăratului Filip "Arabul" sau Gallienus, sunt reconstruiește termele și castrul, care suferiseră distrugeri în urma invaziei carpice în anii 245-247. Datorită schimbării tacticilor militare, sunt operate schimbări de apărare si de arhitectură la turnurile principale ale Drobetei, adică porți și spațiu intraportal diferite de anii anteriori. Interiorul castrului antic al Drobetei, este înlocuit cu edificii care, o datată cu preodominanța religiei creștine, reproduc forma unui edificiu basilical grec, cu trei nave. Cele 78 de camere ale Castrului erau distribuite astfel: 42 în praetentura și 36 în raetentura fiind utilizate pentru găzduirea celor două unități menționate de Notitia Dignitatum (XLII,16; XLII,24), cuneus equitum Dalmatarum Divitensium și respectiv Auxilium primorum Daciscorum
Ruinele actuale păstrează forma de cruce pe care a căpătat-o organizarea spațiului intern în urma retragerii din timpul lui Constantin cel Mare (306-337). Ultima refacere a castrului datează din timpul împăratului Iustinian I. Împăratul Iustinian (527-565) a refăcut parțial castrul, Drobeta cunoscând în timpul acestuia ultima perioadă înfloritoare a istoriei sale antice. Sub Împăratul Iustinian, Castrul Drobetei a fost denumit vremelnic cu numele de "Theodora" (după numele soției lui).
Distrugerea Castrului antic de la Drobeta a survenit, aproximativ, în prima jumătate a sec. al V-lea și trebuie pusă pe seama hunilor, ocazie cu care denumirea Drobeta a fost abandonată. Monedele majoritare descoperite în urma săpăturilor arheologice, atestă că în momentul distrugerii Castrului antic, sunt datate în timpul împăratului Arcadius. În ciuda acestui fapt, ulterior o nouă refacere a Drobetei are loc în perioada Împăratului Anastasius - Iustinian.

### Perioada medievală

#### Reînflorirea vieții urbane
Cetatea Severinului a fost zidită de Regatul Maghiar ca centru strategic militar constituit împotriva Țaratului Bulgar de Vidin, în vecinătatea ruinelor castrului roman al Drobetei. Biserica latinǎ din incinta cetății medievale a fost pusă sub patronajul sfântului Severin de Noricum, de la care, se pare, provine numele așezării. Cetatea Severinului, clădită de regele maghiar Ladislau I (1040-1095) ca fortăreață împotriva pecenegilor și cumanilor prezenți în regiune, va fi pricina unor revendicări permanente și a unui șir de războaie frecvente între coroana maghiară, bulgari și voievozii din Muntenia, începând cu Litovoi, Bărbat, și Basarab I. Într-o primă perioadă, cetatea Severinului este un obiectiv de dispută politică, economică și religioasă între principi creștini. Ulterior, atât pentru Țara Românească cât și pentru Coroana Maghiară, cetatea Severinului devine un bastion de apărare împotriva expansiunii Imperiului Otoman. Cetatea medievală a Severinului, în perioada maximă a zidirii sale, număra șase turnuri de apărare fiind înconjurată cu două valuri concentrice de piatră și un șanț adânc de apă. Responsabilii apărării Cetății Severinului vor purta numele de Bani de Severin. În anul 1383 este atestat primul episcop latin, Gregorius, intitulat "episcop de Severin și al părților de dincoace de munți".

#### Situația politică și religioasă
Prin convertirea lui Ioniță Caloian (1197-1207) la romano-catolicism și prin înființarea Imperiului latin de Constantinopol după cucerirea părții europene a Imperiului Bizantin de către cruciați în 1204, aproape toată Peninsula Balcanică împreună cu regiunea Munteniei erau sub influența politică și spirituală papală. Când în mai tot sud-estul Europei Biserica Romano-Catolică părea să-și fi consolidat o dominație durabilă, în 1232 Ioan Asan al II-lea (1218-1241), întorcându-se la Biserica Ortodoxă din motive politice, a schimbat situația și implicit destinele cetății Severinului. Urmare a acestui fapt, nu numai Bulgaria și teritoriul viitoarei Țări Românești au fost pierdute de Roma, dar reconvertirea politică și confesională a lui loan Asan al II-lea amenințau deopotrivă stabilitatea Imperiului Latin de Constantinopol și autoritatea Ungariei în regiunea Severinului. Rivalitatea cu Imperiul Latin de Constantinopol pe de o parte și cu regii Ungariei, Andrei al II-lea (1205–1235) și Béla al IV-lea, pe de altă parte, l-a determinat pe Ioan Asan al II-lea să încheie, în 1235, o alianță cu despotul de Niceea, alianță condusă de Ioan al III-lea Doukas Vatatzes, împotriva Latinilor din Constantinopol și implicit împotriva autorității pontificale de la Roma. Despărțirea Țaratului Valaho-Bulgar de Biserica Romano-Catolică a însemnat o lovitură dată autorității spirituale a Romei în regiune. Cum în răsărit Ginghis Han îi învinsese cumanii și rușii de pe Volga în 1223, teritoriul controlat de mongoli ajungând până la Nistru, cumanii din Moldova au cerut ajutor Ungariei care, prin medierea episcopiei de Strigoniu, i-a convertit la creștinism și le-a creat în 1227 ca structuri romano-catolice Episcopia de Siret și Episcopia de Milcov. Ioan Asan al II-lea, devenit între timp ortodox, a declarat schismatici cumanii deveniți romano-catolici. Adeziunea lor la confesiunea regalității maghiare a fost interpretată ca declarație de război cu atât mai mult cu cât, în 1230, ungurii au atacat cetatea Vidinului, însă fără succes. În acest context, încercând să rupă alianța dintre cumanii catolici din Oltenia și țaratul româno-bulgar (ortodox) al Asăneștilor, regele Andrei al II-lea a creat un cap de pod, transformând în 1233 fortăreața Severinului în cetate. Astfel a luat naștere Banatul de Severin, ca marcă de graniță în sistemul defensiv totodată ofensiv, organizat încă din 1228, regiune înființată la hotarele Imperiului româno-bulgar pentru paza graniței Ungariei și restabilirea influenței Bisericii Romano-Catolice în regiune.

#### Banatul Severinului
Banatul Severinului, Banatus Zewriniensis, Terra Zeurino sau Țara Severinului, cuprindea Carașul cu o fâșie din Ardeal, țara Hațegului, ținutul Amlașului și o parte limitrofă din Oltenia (Mehedinți, o parte din Gorj și Vâlcea, întinzându-se pe ambele laturi ale munților) de la Dunăre până la Olt. Primul ban de Severin, Luca, este menționat în 1233, în timpul regelui Andrei al II-lea al Ungariei (1205–1235). Anul 1233 – în rezonanță cu anul 1833 când noul oraș modern a fost înregistrat – poate fi considerat ca dată a nașterii oficiale a cetății. După Luca, se cunoaște numele altui ban maghiar de Severin, Ștefan. Numit de Regele Béla al IV-lea (1235–1270), funcția sa a fost apoi preluată de Ioan. Ca urmare a organizării teritoriale ca bănie și cum noua cetate a Severinului conform unui document pontifical din 1234 a atras în răstimp scurt în regiune un număr considerabil de cumani, români, maghiari și sași, implicit un amestec confesional ortodox și romano-catolic, pentru prima oară, Béla al IV-lea a cerut în 1238 papei Grigore al IX-lea înființarea unei episcopii catolice a Severinului. Aceasta a luat însă ființă abia în 1382. În anul 1238 papa Grigore al IX-lea l-a excomunicat pe Ioan Asan al II-lea și i-a cerut regelui Ungariei să întreprindă o expediție cruciată împotriva «schismaticului» Asan, sugerându-i ca teritoriul ce-l va fi cucerit să fie unit cu regatul Ungaria.
1241 a fost un an teribil pentru Severin din cauza invaziei mongole, care până în 1242 a distrus și depopulat regiunea. Reorganizând zona distrusă de pustiirea mongolă, Béla al IV-lea a lăsat regiunea Severinului în seama guvernării lui Litovoi. Anul 1247 aduce deopotrivă recunoașterea importanței rolului militar și economic al populației române din regiune. Înaintea cumanilor, românii severineni sunt înregistrați în arhivele coroanei maghiare ai anilor 1256, 1262 și 1293 ca principalii contribuitori la constituirea zonei de apărare dunărene. Tot în 1247, printr-o diplomă, regele Béla al IV-lea i-a adus în regiune pe cavalerii ioaniți, dându-le reședința de misiune religioasă. Această diplomă din 1247, în care este numit banul de Severin, este totodată primul document în care regele Ungariei are și titlul de rege al Bulgariei. Raportul dintre acest titlu și donația făcută de Béla al IV-lea cavalerilor călugări ai Ordinului "Sf Ioan" de Ierusalim (din 1247 apoi reconfirmată de papa Inocențiu al IV-lea în 1248) și înființarea Banatului de Severin este în strânsă legătură cu șirul de războaie pentru stăpânirea cetății și a regiunii Severinului. Conceput ca marcă de graniță a Ungariei, Banatul Severinului avea drept scop apărarea, consolidarea și extinderea autorității coroanei maghiare la sud de Dunăre. În războiul lui Béla al IV-lea împotriva lui Ottokar al II-lea al Boemiei din 1260, bulgarii sub conducerea țarului Constantin I Assan (1257-1277), și bizantinii conduși de împăratul Mihail Paleologul (1259-1282), au trecut Dunărea și au ocupat cetatea și Banatul de Severin până când magistrul Laurențiu, fiind numit ban, a recucerit cetatea și regiunea. Cavalerii ioaniți, a căror îndatorire era să apere regiunea și cetatea, părăsiseră cetatea fie în timpul atacului bulgar, fie mai înainte. În 1268, banul Alexandru, împreună cu garnizoana cetății, a participat la mai multe bătălii victorioase împotriva bulgarilor și bizantinilor.
Cetatea Severinului are o istorie particulară în raport cu alte cetăți din spațiul carpatic. Rolul și importanța sa au fost preponderent militare, comerțul aducător de bunăstare fiind dificil din cauza poziției geografice și a faptului că au stăpânit-o într-o succesiune permanentă, când regii Ungariei, când voivozii din Muntenia. La fel era și cu cele trei biserici medievale existente, care, odată cu schimbarea stăpânilor, își schimbau închinarea confesională devenind romano-catolice sau ortodoxe în funcție de momentul respectiv. În 1301 este pomenit ban de Severin Teodor Voitici, care, împreună cu fiul său Ioan, profitând de stingerea dinastiei arpadiene, cu ajutorul despotului de Vidin, Mihail Șișman, refuză autoritatea noului suveran Carol Robert de Anjou. Până în 1330 Severinul rămâne în stăpânire munteană. Pentru cetatea Severinului a murit Litovoi în 1272, când a refuzat să mai fie vasal regelui Ladislau al IV-lea (Cumanul). Basarab I pierde cetatea Severinului în septembrie 1330 și a recucerit-o după victoria de la Posada în același an. Titlul de ban l-a preluat Vladislav Basarab (Vlaicu-vodă, 1364-1372), până când, refuzând să mai fie vasal al regelui Ludovic I de Anjou (1342-1382), cetatea Severinului a trecut din nou sub stăpânire ungară în 1365, când Bulgaria, condusă de cumnatul lui Vladislav, țarul de Vidin Ivan Strațimir (sau Sracimir), a fost învinsă într-un nou război în urma căruia în anul 1365 a fost înființat Banatul bulgăresc. Vladislav, între timp iertat de Ludovic I, a primit în 1368 din nou titlul de ban al Severinului. În timpul stăpânirii muntene a ființat temporar Mitropolia ortodoxă a Severinului, avându-l mitropolit pe Antim Critopoulos (1370). Mitropolia a fost mutată în 1375 la Strehaia, ajungând în cele din urmă la Râmnicu Vâlcea, unde a ființat cu numele Episcopia Râmnicului și Noului Severin. În 1373, în timpul regelui Ludovic I, Severinul a trecut din nou în stăpânirea coroanei maghiare. Între 1376 și 1377 Severinul a reintrat în stăpânire munteană, iar în 1378 din nou în posesia Ungariei.

#### Severinul în cruciada antiotomană
Mircea cel Bătrân a purtat și el titlul de Ban de Severin, iar în anul 1406, în fața pericolului otoman, încheie un tratat de alianță cu Sigismund I de Luxemburg (1387-1437) chiar în cetatea Severinului. În 1417 Sultanul Mohamed I, (1413-1421), ocupă Severinul luând prizonieri trei din fiii lui Mircea care se vede obligat sa ceară pace plătind tribut. În noiembrie 1419 Sigismund recucerește cetatea cu ajutorul fiului lui Mircea, Mihail I (1418-1420). În 1408, Sigismund îl numește Ban de Severin pe renumitul Filippo Buondelmonti degli Scolari, cunoscut cu numele de Pipo di Ozora, cavaler ca și Vlad Dracul al Ordinului Dragonului. În 1427, Murad al II-lea cucerește și incendiază cetatea. În 1429 Sigismund cere ajutorul Ordinului cavalerilor Teutoni. Sub conducerea lui Nicolae Radwitz, care este înnobilat baron și numit Ban de Severin, cavalerii teutoni preiau apărarea cetății și a Banatului de Severin. În acest răstimp, toate cetățile începând cu Severin, Orșova, Golubăț și până la Belgrad, sunt reîntărite. În 1430-1431, alături de cavalerii teutoni, în cetatea Severinului sunt prezenți 200 de oșteni și 40 arbaletieri. În 1432 este consemnată uciderea cavalerilor teutoni din cetate de către turci conduși de Vlad Dracul. În 1436 cetatea reintră în posesiune maghiară sub apărarea Banului Ladislau. Între 1438–1439, sub stăpânirea lui Albert II de Habsburg, (1438-1439), Severinul este apărat din nou de atacurile turcilor în persoana Banului Francisc Talloci (cavaler al Ordinului Dragonului). Din anul 1439 până în 1445, Iancu de Hunedoara este numit Ban de Severin. Între 18 și 22 septembrie 1444, Severinul sprijină trecerea unei părți ale armatelor cruciate la sud de Dunăre, în vederea atacării Varnei.
În timpul domniei lui Ladislau al V-lea (1444-1457) și a lui Matei Corvin (1458-1490), urmează o perioadă în care printre Banii Cetății Severinului sunt nobili maghiarizați și catolicizați de origină română: Mihail de Cerna care a avut o continuitate de opt ani în funcție, între 1446 și 1454, fiind dublat în 1449 de vărul său Vasile de Cerna, iar între 1452 și 1454 de un alt nobil român bănățean, Petru Danciu de Caransebeș. La fel, Ștefan și Mihail de Mâtnic în 1459 și respectiv 1467 vor contiuna șirul Banilor de Severin. Alți Bani severineni de origine română sunt: Ladislau Ficior de Hațeg și Gheorghe Mare, care pentru buna guvernare a Severinului este numit ulterior Ban de Belgrad. Cetatea Severinului este una dintre cetățile cheie ale sistemului defensiv dunărean împotriva turcilor. Titlul de "Ban", acordat neîntrerupt pe parcursul a 300 de ani în istoria Severinului atâtor personaje importante din istoria europeană, nu este o simplă titulatură onorifică ci subliniază rolul militar și politic de excepție în apărarea granițelor dunărene. Pe lângă autoritate, titlu de cavaler al Ordinului Dragonului, titlul de Ban de Severin a oferit și o serie de avantaje materiale, în primul rând prin sumele cu care demnitatea era remunerată. Din informații datând din anii 1494-1495, se știe că Banii Severinului Petru Vistier de Măcicaș și Iacob de Gârliște au încasat 4000 de florini, o sumă mai mică decât cea a Banului de Belgrad, dar mai mare decât cea a omologului de Sabăț.
La începutul anului 1492 Banul Filip, ajutat de fratele său George îi învinge pe turci care începuseră să invadeze Banatul de Severin. Amândoi vor pleca la Buda, unde avea loc adunarea generală regală, întrunită pentru a lua măsuri de apărare împotriva turcilor. Banul Filip de Severin moare pe drum spre Buda, astfel că fratele său, George, prezintă în luna Aprilie a anului 1493, situația grea în care se găsea Cetatea și Banatul Severinului. Sultanul Baiazid al II-lea (1481-1512) ordonă pașei din Vidin să asedieze și să cucerească cât mai grabnic cetatea Severinului, în anul următor. Severinul este despresurat de Pavel Chinezu care eliberează cetatea din mâinile turcilor. În 1501 Banul Petru Măcicaș ajutat de un alt viitor Ban de Severin, Iacob de Gârlești (Gârliște) aflând că turcii se pregătesc să atace Muntenia, trec Dunărea într-o campanie militară victorioasă ce străbate zona Cladovei, Vidinului și Nicopolului. În 1506, Banul Iacob de Gârliște participă cu garnizoana severineană la înăbușirea răscoalei secuilor la Toplița Lutița. În anul 1519, Ludovic al II-lea Iagelon (1516-1526), prin mijlocirea Banului de Severin, Barnabas Bélai, încheie un tratat de pace pentru trei ani cu sultanul Soliman Magnificul (1494-1566) care, printre altele, se obligă să nu mai atace Severinul, Timișoara și alte cetăți de graniță. Fără să reușească, sub Soliman turcii asediază din nou Cetatea Severinului în 1521, aceasta fiind apărată de Banul Nicolae de Gârliște.
După moartea lui Matei Corvin, Vladislav al II-lea Iagelon (1490-1516) (un rege cu o autoritate slabă) și tânărul său urmaș Ludovic al II-lea, nu mai reușesc să acorde aceeași atenție cetății Severinului precum predecesorii lor, deoarece Ungaria traversează o perioadă de criză, nobilii maghiari, în lupte facționale, fiind mai interesați în creșterea autorității lor personale decât de respingerea pericolului otoman de pe Dunăre. Dată fiind responsabilitatea și riscurile mari, mulți nobili refuză să primească funcția de Ban al Severinului, deși solda ajunsese la 6.000 de florini. În 1521 turcii cuceresc Belgradul. Orșova este pierdută în 1522. Acest context creează o situație dificilă pentru Cetatea Severinului. În lunile mai și iunie 1524, au loc mai multe atacuri otomane care eșuează. După un asediu sistematic, început la jumătatea lunii septembrie, turcii, conduși de Soliman Magnificul și de Ali Beg (un sârb convertit la islam), cuceresc și distrug parțial cetatea în luna octombrie. Cucerirea a fost posibilă și din cauza garnizoanei extrem de reduse care apăra cetatea. În 1526, din ordinul lui Soliman Magnificul, turcii încep distrugerea sistematică a Cetății Severinului, pietrele de rezistență din ziduri (ceea ce era cioplit și șlefuit), fiind recuperate și folosite în construcția și întărirea altor cetăți otomane la sud de Dunăre. Vor rămâne în picioare doar rămășitele câtorva ziduri din incintă, urmele fundațiilor celor șase turnuri printre care și un perete de aprox. 12 m înălțime din Donjonul impunător al cetății, un perete gros și înalt de la care întreaga structură rămasă va fi numită de localnici "Turnul lui Sever". După cucerire și distrugere, Cetatea Severinului (cheia de intrare spre Europa centrală, cum era denumită în acele timpuri) va confirma importanța sa strategică, când doi ani mai târziu, tot pe Dunăre, la Mohacs, în 1526 Ungaria va fi înfrântă și va fi transformată în pașalâc turcesc.
După distrugerea definitivă a Cetății Severinului, părțile oltene ale Banatului de Severin au ajuns sub stăpânirea Banilor craioveni iar Banatul Severinului și-a delimitat hotarele între Orșova și Făget.

### Perioada 1524-1900
După distrugerea Cetății Severinului, dându-i numele emblematic de doliu Cerneți ("cerniți") severinenii au fondat o altă așezare mai ferită de incursiunile turcești la aproximativ 6 kilometri spre nord-est față de vechea cetate arsă. Pană la reconstrucția modernă a Severinului, Cernețiul, care pe la 1602 era o moșie a fraților Buzești, va fi capitala administrativă și comercială a regiunii Mehedințiului, fiind folosită deopotrivă de ruși și de austrieci. La Cerneți era Căpitania și Vama. La 1824, când izbucnește războiul între ruși si turci, Cernețiul este incendiat. Turcii fiind învinși, prin pacea de la Adrianopol (1829), se pregătește și terenul fondării noului Severin odată cu libertatea comerțului și navigației pe Dunăre. Fluviul devine o arteră de circulație de importanță europeană. După stăpânirea Olteniei (1718-1741), când avuseseră deja intenția să zidească pe același loc al Severinului de astăzi orașul "Carolina", austriecii erau din nou prezenți în zonă încă din 1829 (Tratatul de la Adrianopol), construind deja în dreptul viitorului oraș, portul, unde se afla și sediul renumitei Societăți Austriece de Navigație cu Aburi pe Dunăre fondată în 1829 (Donaudampfschiffahrtsgesellschaft - DDSG) și în 1850, Șantierul naval necesar întreținerii vapoarelor confruntate cu străbaterea dificilă a cataractelor și stâncilor defileului Porților de Fier.
Cu ocazia prezenței generalului Pavel Kiseleff în regiune, în primăvara anului 1833, locuitorii Cernețiului i-au cerut strămutarea localității lor în „Câmpia Severinului”, zonă ce corespunde orașului actual astfel încât 23 aprilie 1833 este data oficială a întemeierii orașului Turnu-Severin, când Domnitorul Alexandru Dimitrie Ghica emite actul înființării orașului. Teritoriul pe care este așezat astăzi orașul a fost o câmpie cu pâlcuri de stejari, din care s-a păstrat o suprafață mică, în nord, de numai 12 hectare, actuala pădure Crihala. Prima clădire construită în noul oraș Turnu Severin, aparținea colonelului Ion Solomon, fost comandant al oștirii lăsată de Tudor Vladimirescu în Oltenia. Casa se afla pe „Ulița Dunării” (azi Bd-ul. Carol I, unde astăzi se află Întreprinderea Electrocentrale "Porțile de Fier"). A doua construcție a noului oraș, a fost Carantina, pentru controlul sanitar de graniță, (azi Casa Armatei), concepută după planul arhitectului Feisser și terminată în 1839 de către ing. Popovici, care în prezent este Clubul garnizoanei. Planul inițial al orașului a fost gândit de arhitectul Xavier Villacrosse, fiind secundat de inginerul Moritz von Ott, prin grija domnitorului din acel moment Barbu Știrbei (1849–1856). Cum însă locuitorii Cernețului nu se prea grăbeau să se mute în noul oraș, refuzând să plătească dreptul la strămutare, la 25 iunie 1836, se acordă străinilor permisiunea de a-și cumpăra locuri și a se așeza în noua localitate. După o perioadă de „rivalitate” de la înființarea noului oraș Turnu-Severin, din 1833 și până la 1855, Cernețiul agrar (a cărui industrie se baza îndeobște pe morărit, oierit și ateliere de tăbăcărie) decade definitiv. În anul 1841, capitala județului se mută de la Cerneți la Turnu Severin. Cu acest prilej se mută Prefectura, Tribunalul și Poliția. Industria modernă, instalațiile portuare, șantierul naval dau avânt la o dezvoltare economică în regiune fără precedent.
Un fapt concludent în ceea ce privește politicile de protecție a monumentelor istorice, în anul 1836 banul Mihalache Ghica face propunerea de a strânge într-un singur loc toate artefactele arheologice ce vor fi găsite pe teritoriul orașului. Urmare a acestui demers, până în primul război mondial vor începe primele cercetări arheologice conduse de Prof. arheolog A.T. Laurian, când se alcătuiește un plan cu zone protejate ale orașului (ce nu va fi respectat), va lua ființă Societatea de Istorie și Arheologie ce avea ca scop „a face ceva în folosul comun, fiindcă muzeul ce avem să ființăm este declarat de la început a fi averea comunei Severin”.
Severinenii rămași la Cerneți încep să se mute în masă astfel încât orașul începe să se extindă după un nou plan spre est-sud-est. Cu acest nou aflux de populație, alături de "Cartierul nemțesc", deja constituit în partea vestică a orașului apar alte două noi cartiere: "Moara de foc" și "Tăbăcari", nume care oglindesc vechile îndeletniciri ale celor strămutați de la Cerneți. Noua extindere urbanistică nu mai oglindește rigoarea planului original, inițiată de arhitectul Xavier Villacrose și de inginerul Moritz von Ott. Noua dezvoltare amenința însăși conservarea ruinelor antice a Castrului roman. Datorită acestui fapt, în urma unei petiții adresate guvernului de locuitorii Severinului, în 1867 se reface planul urbanistic, orașul continuîndu-și dezvoltarea pe axa est-nord-est. În 1841 Severinul devine capitală de județ, iar în 1851 municipiu. Lângă ruinele Cetății s-a amenajat între 1842-1848 Grădina publică. În 1846 este terminată zidirea bisericii "Maioreasa". Cum Revoluția din 1848 a avut fruntași din Mehedinți și un contingent de 1300 de oameni înrolați în armata generalului Magheru, între anii 1848-1850 locuitorii Severinului trec prin momente dificile deoarece orașul este ocupat de trupe turcești și apoi rusești. În 1851, primul primar al noului oraș este Pârvu Vercescu. Tot în 1851, N. A. Niculescu, administratorul județului Mehedinți, mută sediul Societăți Austriece de Navigație cu Aburi pe Dunăre de la Schela-Cladovei la Severin. În 1857 se amenajează primele fântâni publice, de unde sacagii aduceau, contra plată, apa necesară. Turnu-Severin este un oraș cosmopolit, zidit în stil occidental, cu clădiri frumoase, firme, străzi pavate, parcuri și fântâni.
Prima școală publică din Turnu-Severin a fost deschisă la 6 septembrie 1851 funcționând cu numai 2 clase. În 1859 s-a inaugurat localul acestei școli iar în 1860 au luat ființă clasele a III-a si a IV-a. În 1860, în Turnu-Severin existau 4 școli: 3 particulare, de limba germană (două de confesiune romano-catolică, una luterană) și una de stat. În 1858 șantierul austriac de întreținere a navelor se extinde și începe să repare vapoare. Prima fabrică de bere s-a construit între anii 1856-1858. Începând cu 1859 Șantierul de reparații navale se transformă în Șantier naval. Între 1860 și 1861 se pune în funcțiune și o turnătorie. Tot în 1860 este desăvârșită construcția liniei telegrafice ce leagă Severinul cu București și Craiova. În 1861 are loc licitația pentru iluminarea orașului cu 64 felinare cu petrol. La 3 iulie 1863 domnitorul Alexandru Ioan Cuza stabilea înființarea a cincisprezece Camere de Comerț în Principatele Unite din care, ca o dovadă a importanței noului oraș, prima menționată era cea de la Turnu-Severin. Penitenciarul este înființat în anul 1864. Fiind un port industrial principal la Dunăre, în condițiile libertății comerțului, Turnu-Severin a facilitat pătrunderea capitalului austriac și occidental impulsionând schimbul de valori materiale necesare dezvoltării economice a României moderne.
Cum deja portul cu șantierul naval construit de austrieci atrăseseră un număr însemnat de străini, în anul 1865 locuitorii români ai Severinului erau pe locul doi abia ca număr după cei vorbitori de limba germană. Alături de austrieci și germani s-au stabilit deopotrivă italieni, unguri, cehi, evrei, greci, sârbi și armeni. Odată cu spiritul nemțesc, de ordine și curățenie, germanii au adus și obiceiuri ce i-au influențat pe severineni autohtoni: ideile socialiste și petrecerile câmpenești de 1 Mai, cu fanfară și ospețe în pădurea Crihalei (continuate până azi cu numele "Zilele Severinului"). Austriecii, germanii, italienii, evreii, ungurii, grecii, sârbii, armenii și românii vor participa împreună la construirea și dezvoltarea primului "oraș apusan, din România modernă, cu clădiri frumoase, cu școli mărețe, cu uliți largi și drepte" (cum îl descrie Alexandru Vlahuță). În iunie 1859, Alexandru Ioan Cuza, vizitează orașul. Deși nu se mai afla in țară, în 1870 severinenii l-au ales deputat. Pe 8 mai 1866 prințul Carol I debarcă la Severin pentru a prelua conducerea României. Patru ani mai târziu, în 1870 , primită în portul Severinului cu mare fast, pășește pentru prima oară pe pământul României, Regina Elisabeta (Carmen Sylva) (1843-1916). În 1868 este finalizată construcția bisericii "Grecescu" și a spitalului cu același nume. În același an se începe zidirea bisericii luterane. În 1870 este consemnată prima lojă Masonică din Severin. În 1874 este desăvârșită porțiunea de cale ferată între Pitești și Turnu Severin, iar la 5 ianuarie 1875 este pus în circulație tronsonul de cale ferată, lung de 17,3 km, între Turnu Severin-Vârciorova, tronson care leagă România de Europa Centrală. Construcția Depoului CFR este finalizată în 1876, iar în 1877 este dată în folosință Gara.
În aprilie-iulie 1877, Severinul concentrează forțe militare (printre care Divizionul 1 pompieri București - 9 baterii teritoriale, cu un efectiv de 50 ofițeri, 9 asimilați si 1569 trupă) care asigură flancul drept al dispozitivului strategic rus de pe Dunăre, forțe necesare începutului războiului și proclamării independenței de stat a României. Întreținerea lor revine în proporție de 2/3 orașelor Craiova-Pitești-Turnu Severin și 1/3 Ministerului de Război). Marele Stat Major și regele Carol I decid că trupele Armatei I române să rămână în rezervă, păzind frontiera de la Turnu Severin pînă la Turnu Măgurele (dacă turcii ar fi învins trupele ruso-române). După sfârșitul războiului de independență în Turnu-Severin se înființează Spitalul militar.
În 1887 Severinul numără 14.000 locuitori. În 1881 sunt începute lucrările la sinagoga de "rit german" iar în 1888 este terminată zidirea bisericii romano-catolice. Sinagoga este formată dintr-un singur corp de clădire de plan dreptunghiular. Fațada este neogotică, dar în partea superioară a acesteia apare o friză de triforii de stil neoromanic. Interiorul are un aspect bazilical cu trei nave încălecate de tribune cu arcade în forma de triforii, iar tavanul este casetat, în spirit neorenascentist. Chivotul plasat în partea răsăriteană a edificiului este în formă de absidă semicirculară.
În 1882, în Turnu Severin se înființează Atelierul de reparații vagoane și locomotive, avându-se în vedere că orașul dispunea de forță de muncă bine calificată și de poziția geografică deosebită, fiind ultimul oraș de frontieră cu Austro-Ungaria. Unificarea liniilor de cale ferată ale României cu cele ale Austro-Ungariei pe sectorul Vârciorova - Orșova a impus revizia necesară a locomotivelor și vagoanelor la cap de linie - Turnu Severin. În 1883 sunt menționate patru cartiere principale ale orașului: "Traian", "Sever", "Mihai Bravul" și "Tudor Vladimirescu". În 1883, pe 1 septembrie M.N. Hergot înființează Liceul "Traian", care în secolul următor devine o școală modernă de prestigiu național dar și internațional, atrăgând elevi din tot sudul Dunării dar și din Austro-Ungaria. Fapt caracteristic al conviețuirii armonioase între comunitățile severinene, încă de la deschiderea sa, la 1 septembrie 1883, Liceul "Traian" consemnează primii doi profesori: M.N. Hergot și Ștefan Bodiu. În 1890 ia ființă la Turnu Severin Serviciul Fluvial Român pe Dunăre (SFR). Pentru dezvoltarea traficului fluvial propriu, în 1893, statul român cumpără de la Societatea Austriacă de Navigație cu Aburi pe Dunăre (DDSG) șantierul naval. Banca Națională a României deschide o sucursală în 1892. În 1894, iunie, se lansează la Șantierul naval, vasul "Principele Carol I", primul vas de pasageri construit în România. Tot în 1894, (pînă în 1948) își deschide porțile Institutul "Sfânta Maria", școală particulară de elită pentru fete din buna societate, condusă de călugărițele romano-catolice ale ordinului Mary Ward, cunoscut și sub numele de "Domnișoarele engleze". În 1895, Comitetul Suprem Macedonean care urmărea susținerea revendicărilor bulgare în Macedonia, deschide o filială la Turnu-Severin.
În 1896 se încheie lucrările de regularizare a cursului Dunării pe teritoriul Austro-Ungariei și Serbiei, dispuse de Comisia Dunării și executate pe cheltuiala statului Austro-Ungar, folosind tehnologia existentă atunci în Franța, SUA, Anglia, Italia etc. A fost o muncă colosală și costisitoare care a necesitat dragarea fundului albiei Dunării, construcția de multiple canale de navigație pe malul sârbesc al fluviului, acolo unde existau praguri și vârtejuri de apă, sau adâncimea apei în albie era insuficientă. A fost chiar necesară bombardarea stâncii Greben care îngusta cursul Dunării spre nişte praguri periculoase navigației fluviale, sau utilizarea dinamitei pentru străpungerea stâncii Prigrada, în vederea construirii canalului Sip de 2,1 kilometri lungime, actualmente sub nivelul apei în amonte de hidrocentrala de la Porțile de Fier I. Pe partea de nord a Dunării maghiarii au construit drumul Szecseny care lega Baziaşul de Orşova ca şi cale rutieră, inaugurat în 1896. Pe partea sudică a Dunării exista drumul roman construit sub patru împărați (Titus, Vespasian, Domițian și Traian), fiecare împărat dispunând construirea unei plăci comemorative în stâncile deasupra drumului. Aceste plăci se află acum sub apa Dunării din cauza bazinului de acumulare format după 1970, cu excepția Tabulei Traiane ridicată de Iugoslavia în 1970 cu vreo 25 metri deasupra nivelului original. O a doua placă comemorativă a fost descoperită de iugoslavi la construirea hidrocentralei Porțile de Fier I în zona Karataš prin care se celebra punerea în folosință a canalului Sip finalizat sub împăratul Traian, placa fiind actualmente la muzeul de istorie local din Cladova. Inaugurarea lucrărilor din 1896 a  afectat pozitiv asupra dezvoltării ulterioare a orașului Turnu-Severin datorită regularizării circulației fluviale pe Dunăre și a creșterii economice locale.
În 1897 este înființată societatea muzicală "Doina" condusă de Ion Ștefan Paulian. 1898 este anul în care este inaugurat Liceul Comercial (Școala Comercială Elementară) înființată în 1898. În 1899 (până în 1947), este înregistrată Banca Mehedințiului. În 1899 Severinul avea 18.600 locuitori.
| Imagine indisponibilă                                          |  | Imagine indisponibilă          |
| Castelul de apă din Drobeta Turnu Severin înainte de renovare. |  | Castelul de apă după renovare. |

### Perioada 1900-1918
Până în 1918, Turnu Severin va fi poarta occidentală a României. După 1900, industria și capitalul severinean continuă să se diversifice într-un ritm accelerat. Camera de Comerț și Industrie este înregistrată în 1902 și în același an este înregistrată și Fabrica de bomboane “Mercur”. Tot în 1902 este inaugurată Fabrica de mezeluri "James O’Mara", ale cărei produse sunt deja prezente pe piața londoneză încă din 1903. După Banca "Mehedinți", fondată în 1899, apare Banca "Severinului" 1904, urmată de "Banca Comercială" în 1908. În 1906 este înregistrată Fabrica de tăbăcărie a fraților Damianoff, care între 1913-1914, producea 100 tone talpă și 20 tone toval (piele de vacă sau de vițel, tăbăcită cu substanțe vegetale, din care se confecționează încălțăminte rezistentă). Tot în 1906, cu prilejul împlinirii a 2000 de ani de la "cucerirea și civilizarea Daciei de către romani", cum se spunea în spiritul latinității începutului de veac, este ridicat în Parcul Central "Tudor Vladimirescu" (început în 1889 și inaugurat în 1900), Monumentul Împăratului Traian, realizat de sculptorul D. Franassovici. În 1912, în clădirea internat a Liceului "Traian", sub direcția lui Alexandru Bărcăcilă, este înființat "Muzeul Istoric al Liceului Traian", care ulterior va deveni Muzeul Regiunii "Porților de Fier". O problemă deosebită pentru municipalitatea severineană a fost alimentarea cu apa potabilă a orașului. Până în 1905 apa era transportată cu sacalele din fântânile orașului, apoi de la puțurile forate în Piața "Radu Negru", puțuri alimentate cu motoare acționate eolian. În 1906, orașul numără 3.119 case, 62 de străzi și o populație de 23.769 locuitori. Vila "Evelyn", în stil elvețian (distrusă de bombardamentele din 1944), Casa "Sabethay" (azi Muzeul de Artă), sau Casa "Vlahos", sunt câteva din construcțiile reprezentative ale bunăstării severinene din "Belle Époque". Între anii 1905-1907, în Grădina Publică a orașului, se construiește Uzina Electrică, echipată cu trei motoare Diesel-Sulzer de 120 CP fiecare, iar între 1907-1910 este edificată Baia Comunală, Severinul fiind printre puținele orașe care la acea dată dispunea de o asemenea facilitate. Tot în 1907 este desăvârșită acoperirea cu pietre cubice de bazalt a bulevardului Carol I, începută în 1892 și a "Străzii Mari" (Strada Traian).
În 1910, simbol al solidității capitalului financiar severinean, este înființată Banca Populară „Dunărea” (până în 1949). În octombrie 1910, în prezența prim-ministrului Ion Brătianu, însoțit de miniștrii Alexandru C. Constantinescu și V.G. Morțun, sunt puse pietrele fundamentale care inaugurează lucrările la Fabrica de apă și concomitent, la Castelul de apă, alimentarea făcându-se direct din Dunăre. Edificii emblematice în arhitectura orașului, Castelul de apă (1910-1913) este realizat dupa proiectul inginerului Elie Radu, iar hala "Radu-Negru" (1904-1906), monument arhitectural reprezentativ al comerțului severinean, este zidită după planurile arhitectului C. I. Gabrielescu. La 3 noiembrie 1909 se pune piatra de temelie a Palatului Culturii (Teatrul), care va fi ridicat după planul arhitectului Grigore Cerchez. Până în 1911 apar Fabrica de gheață, Fabrica de tuburi din ciment, trei Fabrici de săpun, o Fabrică de lumânări și două Fabrici de cărămizi.
În 1911, începe maxima dezvoltare a Severinului, care ține până în anul 1915, perioadă în care "comuna" Turnu-Severin este electrificată, pavată, alimentată cu apă la standarde europene și canalizată. Tot în 1911 se fac demersuri pentru introducerea iluminatului electric, având în acest sens o primă propunere de la frații Schmidt de la Topleț (40 km depărtare de Turnu Severin), care aveau sursă prin cădere de apă, dar planul nu este acceptat. Începe zidirea Palatului Cultural „Teodor Costescu” 1912. Tot în 1912 este desăvârșit în stil englezesc Parcul Rozelor și inaugurat Aerodromul. La 1 august 1912 este dat în exploatare circuitul special telefonic dintre Turnu Severin-Vârciorova-Orșova, asigurând legăturile telefonice cu Austro-Ungaria. Industria morăritului și panificației a fost printre cele mai prospere din orașul Turnu-Severin. În 1914 funcționau în Turnu-Severin morile "Graf", "Sabetay", "Schwarz" și "Moara de foc", fiecare cu fabrică de pâine. Până în 1914 sunt desăvârșite canalizarea (începută în 1892) asfaltarea și pietruirea completă a tuturor străzilor, inclusiv cele din suburbii. Cea mai mare parte a străzilor sunt bordate cu pomi (teiul în mod particular). Orașul își păstrează în continuare caracterul cosmopolit, la tot pasul auzi vorbindu-se "nemțește". În 1914, cu un număr de 700 de muncitori, Șantierul Naval severinean este cel mai mare șantier fluvial din țară, și unul dintre cele mai importante șantiere de pe întreaga Dunăre, aici construindu-se cele mai mari vase fluviale ale țării: "Principele Carol", "Giurgiu", "Călărași", "Domnul Tudor". În 1915 este înregistrată Fabrica de Produse Zaharoase "Cerna". Tot în 1915 este înființată Căpitănia Portului (până în 1990). Dunărea este și rămâne inima de care este legată existența Severinului. Eugène Pittard (1867-1962), antropolog elvețian de origini genoveze, vizitând Severinul în ajunul Primului Război Mondial, scrie următoarele: "După Verciorova, Turnu-Severin, așezat într-un amfiteatru, prezintă clocotul unui comerț fluvial intens al cărui echivalent nu-l găsești decât departe, sus, în amontele fluviului".
Începând cu 1909 și până în 1911, generalul Alexandru Averescu preia comanda Diviziei 1 de Infanterie cu garnizoana în Turnu Severin. Izbucnind Războaiele balcanice (1912-1913), la 28 iulie 1913, o parte din membrii delegației (alcătuită din dl Pacici, dl Panas, generalul Vukotici, generalul Coandă și colonelul Cristescu) pentru Pacea de la București din 10 august 1913, sunt primiți în portul Severinului cu aclamații.
La 28 iulie 1914 Imperiul Austro-Ungar atacă Serbia. Începe Primul Razboi Mondial. La Severin, efectele sale se fac simțite încă din primele zile. La 30 august 1914, ziarul elvețian "La Liberté" din Fribourg, consemna ciocnirile violente dintre internaționaliștii socialiști severineni împotriva războiului și naționaliștii severineni favorabili războiului, confruntări din care vor ieși victorioși membrii Internaționalei socialiste. Numai la Șantierul naval, în 1906, erau înscriși 500 de membrii ai mișcării socialiste. În august 1915 ajunge în Turnu Severin, trecând clandestin granița, generalul rus Laur Gheorghievici Kornilov, evadat dintr-un lagăr de prizonieri austro-ungar. În anul 1916, generalul Ion Dragalina este numit comandant al Diviziei 1 de Infanterie, din Turnu Severin. La 14/27 august 1916 România declară război Austro-Ungariei. La 30 august 1916, Severinul suferă primul bombardament naval executat de pe bateriile monitoarelor austro-ungare. La 4 septembrie, Grupul de armate "Cerna", având ca bază Turnu Severin, eliberează Orșova, avansând adânc după lupte grele în vecinătatea dealului Alion, pe valea Culoarului Timiș – Cerna. În ziua de 28 septembrie 1916 este consemnat primul bombardament aerian al Severinului. Prin surpriză, trupele austro-ungare și germane conduse de Generalul Erich von Falkenhayn comandant al armatelor din Transilvania, prin ordinul generalului Kühne, ocupă Turnu-Severin în seara zilei de 2 noiembrie. La 11 noiembrie, pornind de pe delalul Malovățului, trupele române comandate de colonelul Demetriad primesc ordinul de recucerire al orașului. Între 11 și 24 noiembrie, dinspre est (Brigada 1a comandată de colonelul Stavrache), nord-est (brigada a 2a, a colonelului Lupașcu) au loc lupte deosebit de grele în câmpia Severinului, în apropiere de Cerneți. În ziua de 23 noiembrie, sosind dinspre Târgu-Jiu se alătură bătăliei pentru Severin trupele detașamentului "Tăut", iar dinspre vest sosesc trupele grupului de armate "Cerna" (Divizia 1 de Infanterie Turnu-Severin) care începuse retragerea din Culoarul Timiș-Cerna. Situația recuceririi era delicată, tunurile românești neputând face foc la puterea maximă, mulți dintre ofițerii și soldații români având casele și familiile în Turnu-Severin. În ciuda acestui fapt, o bună parte din Severin este recucerită.
Situația se schimbă prin sosirea grupului ungar "Szivõ" care îi ajută pe germanii Grupului de armate "Picht" să scape din încercuire. La 18 noiembrie, în zona Strehaia, Prunișor și Filiași, după ce la 17 noiembrie ocupă Târgu-Jiu, trupele austro-germane ating linia de cale ferată dintre Turnu-Severin și Craiova, întrerupând aprovizionarea frontului și separând Severinul de restul țării. În plus la 22 noiembrie cade Craiova, grupul de armate severinean "Cerna" rămânând complet izolat de restul armatelor române. Acesta încercă să răzbată printre trupele germane și austro-ungare spre Olt, pentru ca trecându-l, să se alăture cu celelalte trupe românești. După alte lupte grele, cea dintâi la Turnu-Severin, grupul "Cerna" constituit din o parte a Diviziei 1 de Infanterie și Regimentul 17 Mehedinți ajunge la Olt unde, după o luptă eroică, în cea mai mare parte va fi decimat la 30 noiembrie . La 24 noiembrie 1916, trupele române fiind obligate să abandoneze orașul, începe ocupația germană a Severinului. Mehedințenii încep lupta de partizani, condusă de sublocotenentul în rezervă Victor Popescu. În ziua de 7 iulie 1917, fiind trădați și capturați zece dintre ei, între care Nicolae Popescu și socrul lui, moșierul Cernăianu Mihalache din Horăști, au fost executați prin împușcare în Severin, în dimineața zilei de 10 iulie 1917.[³] Tot în 1917, pe fondul penuriei de metale create de cerințele războiului, obiceiul fiind aplicat deopotrivă în Germania și în Austro-Ungaria, germanii decopertează tabla de aramă de pe acoperișul bisericii "Grecescu", iar de la biserica catolică, odată cu clopotele din bronz (refăcute în 1936), confiscă și toate tuburile mari din cositor ale orgii.
Regele Ferdinand I, la sugestia lui Ionel Brătianu, îl solicită pe Alexandru Marghiloman să preia negocierile păcii cu Puterile Centrale, drept pentru care, la 16 martie 1918, la Turnu Severin, Marghiloman îl întâlnește pe Ministrul de externe al Austro-Ungariei, Contele Ottokar Czernin. Șantierul naval din Turnu-Severin urma sa fie arendat pe timp de 40 de ani Puterilor Centrale, la expirarea termenului putându-se face o nouă arendare. În plus, prin pacea de la Buftea-București din mai 1918, tratat neratificat de parlamentul României, România se obliga să cedeze Austro-Ungariei o fâșie de teritoriu care includea Vârciorova astfel că noul hotar trecea peste râul Bahna la câteva sute de metri la vest de Turnu-Severin.
În 1918, fiind mobilizat, Kurt Tucholsky (1890-1935) se află la Turnu Severin ca inspector de poliție militară. De origine ebraică, pacifist militant, jurnalist satiric și scriitor apărător al idealurilor Republicii de la Weimar, în vara anului 1918, Tucholsky primește botezul în sânul comunității luterane din Severin. La 12 octombrie 1918, 13 vase din flotila dunăreană austro-ungară primesc ordin de staționare în portul Severinului, în vederea asigurării retragerii armatelor austro-germane din Balcani, operație care se va încheia la 28 octombrie 1918. La 11 noiembrie 1918 ia sfârșit Primul Război Mondial, prin semnarea armistițiului la Rethondes.

### Perioada 1919-1947
În perioada interbelică Turnu Severin ajunge printre primele optsprezece mari centre urbane ale României. În portul Severinului se află sediile de Curse regulate pe Dunăre între Regensburg și Galați ale Societăților N.F.R., ale Societății austriece de navigație (D.D.S.G), ale Societăților de navigație Iugoslavă și Cehoslovacă, precum și ale Societății maghiare de navigație (M.F.T.R.). Tot în 1919 este înființată noua Vamă Turnu-Severin (până în 1989). Între 25-16 mai 1919 izbucnește greva ceferiștilor de la Atelierele CFR din București, grevă căreia i se alătură și cei din Turnu Severin. În 1919, continuă extinderea orașului și spre nord, dincolo de Bulevardul T. Vladimirescu, păstrându-se planul cu străzi perpendiculare cum a fost conceput în planul inițial. Tot în 1919 este înființat Liceul de fete (azi Colegiul "Gh. Țițeica). În aprilie 1919, severinenii o salută pe Regina Maria, în trecere dintr-o vizită la Paris, cu ocazia Conferinței de Pace. Tot în 1919 iau ființă "Biblioteca Populară Izvorașul", "Biblioteca folcloristică" și "Biblioteca muzicală", conduse de preotul Gheorghe Dumitrescu-Bistrița. La 18 aprilie 1920 revin la Turnu-Severin comandamentele militare românești ale "Grupului Tisa" și "Zonei Militare O (MZO)" care participaseră la zdrobirea sovietelor maghiare și la ocuparea militară a Ungariei. La 29 septembrie 1921, în Turnu-Severin, este semnat contractul dintre Comisia de lichidare a Băncii Austro-Ungariei de pe teritoriul României și statul român. La 1 octombrie 1921 se deschide Biblioteca, care primește donație de la Ioan Gh. Bibicescu, 40.000 de volume. În mai, 1922, la Severin se află în trecere familia regală a României ca să o conducă pe viitoarea regină a Iugoslaviei, Prințesa Mărioara. La 20 mai 1924, odată cu inaugurarea "Palatului Cultural" (început în 1912), preotul Coriolan Buracu, originar din Mehadia, este numit primul său director. Orașul devine o metropolă a culturii prin inițiativele Liceului "Traian" și a instituțiilor ce funcționau în saloanele impozante ale Palatului Culturii: biblioteca, muzeul, teatrul, cinematograful, Ansamblul coral "Doina", Societatea "Lumina", Universitatea Liberă, acestea continuând și în timpul regimului comunist. Tot în 1924 este construit internatul liceului "Traian" (actualul local al muzeului "Porțile de Fier"). Banca Populară „Albina”, bancă severineană de marcă a epocii interbelice, este inaugurată în 1925 (până în 1948).
La 20 mai 1925, începe la Turnu Severin judecarea procesului lui Corneliu Zelea Codreanu pentru împușcarea Prefectului de Poliție din Iași, Manciu. La 26 mai, Corneliu Codreanu este achitat. Tot în 1925, pe fondul creșterii tensiunilor cu caracter naționalist, este înființată secția locală a mișcării tineretului sionist Hashomer Hatzair (Tânărul păzitor), filială a "Țării Israelului", Eretz Israel, prezentă în Severin încă din 1894.
Începând cu 1927 și până în 1932, economia severineană intră într-o perioadă de recesiune severă. Sunt falimentate 69 de firme importante. În 1928, în Parcul Rozelor, începe construcția Monumentului Eroilor din Primul Război Mondial. În 1927, în comunitatea ebraică severineană este instituită o filială a unei alte ramuri sioniste pentru copii și tineret, Zionist Youth. În 1928, "Annuaire de la Franc-Maçonnerie Universelle", din Berna, printre cele zece loji masonice în obediența Marii Loji Naționale din România citează și loja "Lumina" din Turnu Severin. În ziua de 3 iunie 1929, însoțit de Regina mamă, Elena, regele Mihai vizitează Turnu Severin. Tot în 1929, ia ființă primul Club Sportiv de fotbal "Sborul", o ramură sportivă a Căilor Ferate Române (în 1934 echipa își schimbă numele în "CFR Turnu Severin"). Între 1929 – 1930, firma Siemens execută electrificarea orașului. Comisia Muncii în Portul Turnu Severin este înființată în 1931 (până în 1948). În 1932, Leopold Banch, înființează fabrica de pălării "Testa" cu o producție de 162 mii pălării anual. Fabrica își va închide porțile în 1948. La 5 mai 1932, organizat de Petre Sergescu, începe al doilea Congres internațional al matematicienilor români. Poliția orașului Turnu Severin este înregistrată în anul 1933. În același an, la 22 aprilie, în prezența Regelui Carol al II-lea, este sărbătorit centenarul fondării noului oraș. În același an este terminat Monumentul Eroilor severineni, opera a arhitectului State Baloșin, a sculptorului Teodor Burcă și a pietrarilor severineni Carol Umberto și Eugenio Ferrari. In ziua de 25 mai 1936, Scarlat Calimachi vice-președinte al Blocului pentru apărarea libertăților democratice, publică un apel, în presa de stânga, prin care caută să influențeze simpatia severinenilor spre Uniunea Sovietică cu ocazia alegerilor comunale din acest an. La 9 iunie 1936, La Șantierul naval, în prezența Regelui Carol al II-lea și al președintelui Cehoslovaciei, Eduard Beneṣ, are loc lansarea vaporului "Regele Carol II".
La 21 august 1936 are loc la Turnu-Severin Congresul studenților legionari, reînnoindu-se angajamentul îndeplinirii hotărârilor Congresului de la Târgu-Mureș (3-5 aprilie 1936), printre care și eliminarea opozanților politici ai Gărzii de Fier. În 1936 (până în 1938), la Turnu-Severin, își începe apariția ziarul Gărzii de Fier din Oltenia, "Alarma".
Tot în anul 1936 ia ființă Societatea "Căile Ferate particulare Cloșani", în scopul exploatării masei lemnoase din bazinele superioare ale râurilor Motru și Tismana. În 1936, "Malaxa" construiește un alt șantier naval "Dinamica" la Schela Cladovei (suburbie a orașului), șantier care în anul 1950 va fuziona cu cel din Turnu Severin. În 1938, este inaugurată întreprinderea de spirt și bere „Banovița” (până în 1989). La 8 mai 1939, Regele Carol al II-lea și fiul său, Marele Voievod de Alba Iulia, Mihai, sunt prezenți la Turnu-Severin, unde dezvelesc lespedea comemorativă pe locul unde Carol I a pus piciorul, pentru prima dată, pe pământ românesc. În septembrie, 1939, sosesc în oraș un număr mare de refugiați polonezi, urmare a atacării Poloniei de Germania și Uniunea Sovietică. Unii dintre ei rămân definitiv în Severin.
Între 16 și 24 august 1940, au loc la Turnu Severin negocieri între delegația guvernului României și Ungariei, în privința retrasării frontierelor Ardealului. Pe fondul ideologic al propagandei legionare și progermane, în septembrie 1940, începe pe plan local, boicotarea deschisă a neguțătorilor evrei severineni. Pe motivul propagandei oficiale anti iudeo-bolșevice, justificată prin pierderea Basarabiei și Bucovinei din vara anului 1940, sunt consemnate acte de vandalism deschis împotriva comunității evreiești severinene îndeosebi în timpul rebeliunii legionare din iarna anului 1941, acțiunile fiind sprijinite și de membrii ai comunității severinene de limbă germană.
La începutul lunii aprilie 1940, aerodromul din Severin adăpostește bombardiere și avioane de recunoaștere germane care se pregătesc de atacul împotriva Iugoslaviei. Operațiunea aeriană condusă de Luftwaffe în timpul ocupării Iugoslaviei și în mod particular bombardarea Belgradului, va fi coordonată de generalul locotenent Alexander Löhr, originar din Turnu-Severin. În mai, 1941, generalul Corneliu Dragalina participă la Turnu Severin la festivitățile prilejuite de repatrierea a 2500 de etnici români refugiați din Iugoslavia în România, internați în lagărul de la Odaia (Turnu Măgurele).
În iunie, 1941, este înființat la Turnu-Severin lagărul de internare pentru evreii deportați din Bucovina, Basarabia și Moldova. Sunt internați 600 de evrei (în mare parte femei, copii și bătrâni) din Dărăbani. Întreținerea lor este încredințată, parțial, de autoritățile locale, comunității ebraice severinene. În septembrie, 1941, evreii internați din Dărăbani sunt redirecționați în Transnistria (regiune de ocupație militară având granița pe râul Bug). În ciuda războiului și a legilor cu caracter rasial (8 august 1940, la propunerea guvernului Ion Gigurtu, regele Carol al II-lea semnează "Decretul-lege privitor la starea juridică a locuitorilor evrei din România"), evreii severineni se vor bucura de respect și de o libertate de mișcare puțin obișnuită pentru acele timpuri în Europa. Dovadă a acestui fapt este că membrii comunității reușesc să ajute evrei originari din Viena și Cernăuți, aflați închiși pe vapoare în portul orașului Cladova (vecin Severinului, în Iugoslavia [4]). În ciuda interdicției oficiale stricte, pe toată perioada războiului, autoritățile locale severinene le permit copiilor comunității ebraice severinene să frecventeze școlile particulare și de stat din oraș. Nu este singura excepție. În 1944, datorită intensificării bombardamentelor Aliaților asupra Severinului, din nou, evreilor severineni li se permite să se refugieze în satele învecinate. Scriitoarea Anna Colombo, de origine ebraică, trăind în Severin în perioada războiului, mărturisește în 2005 că în ciuda vexațiunilor îndurate în acei ani, "severinenii nu erau nicidecum răi[5]".
Între 1941-1944, în interesul ocrotirii românilor dintre Morava-Timoc și din Banatul sârbesc, se înființează la Turnu-Severin „Comitetul Timocean” (cu sediul în port), având ca Președinte pe preotul Gheorghe Suveiche (arestat se pare ulterior de Gestapo și mort într-un bombardament, după spusele poetului Constantin Miu-Lerca, în lagărul de concentrare de la Dachau), iar secretar pe Cristea Sandu Timoc.
În anul 1943, începe prelucrarea industrială a lemnului la Turnu Severin în Fabrica de cherestea "Cloșani".
La 15 aprilie 1944, (în noaptea de Paști), este efectuat primul bombardament al aviației anglo-americane asupra Severinului. Cu ocazia bombardamentelor din 15 și 16 aprilie, sunt lovite grav portul, instalațiile portuare, gara, regimentul, aerodromul și parțial orașul, distrugerile fiind apreciabile: tancuri cu benzină incendiate, parcul de vagoane și locomotive distrus în proporție de 2/3. Bombardamentul din 21 aprilie a avut ca obiectiv principal centrul orașului și cartierul "nemțesc". De la 15 aprilie până la 22 august 1944, forțele aeriene anglo-americane efectuează asupra Severinului un număr de 11 bombardamente. Bombardamentele din 6 mai și, respectiv, 6 iunie 1944, au fost și ele extrem de violente din cauza numărului mare de bombardiere folosite. Scopul bombardamentelor asupra Severinului urmărea deopotrivă distrugerea concentrării de refugiați civili, universitari și industriali sosiți din Bucovina și Moldova dar, si din punct de vedere militar, blocarea legăturii economice si militare nevralgice, esențiale, intre trupele germane din Romania si cele din Balcani, inclusiv Ungaria (împiedicarea aprovizionării cu petrol si alte materiale logistice esențiale continuării războiului).
La începutul lunii august (până în octombrie 1944) ca reprezentant al organizațiilor de partid comunist din regiunea Kladova și Craina (din Iugoslavia), ia ființă la Turnu-Severin "Comitetul din Kliuci" ("Chia").
Între 26 și 31 august 1944 au lupte in jurul orașului împotriva trupelor germane din sudul României care se regrupau spre Banat.
La 5 septembrie 1944, trupele de avangardă ale Armatei a 6-a sovietice de blindate ale Frontului 2 Ucrainean comandate de Mareșalul Tolbuhin, ajung lângă Severin. La 6 septembrie Turnu-Severin este ocupat. Artileria germană din Cladova (oraș vecin din Iugoslavia) bombardează intens Severinul și zona severineană. La 30 septembrie 1944, dirijându-se împotriva retragerii trupelor germane ale grupului de Armate E din Grecia, conduse de Generalul Baron von Weichs și Generalul Alexander Löhr, Armatele 57 și 46 sovietice ale Frontului 2 ucrainean (Tolbuhin) forțează Dunărea la Schela Cladovei, în amonte de Turnu-Severin, înaintând spre Belgrad și, respectiv, Sofia.
În 1945 este înființat Comitetul Municipal al Partidului Comunist Român din (Drobeta) Turnu-Severin (până în 1989). La fel și Asociația Tineretului Progresist din România (filiala Mehedinți)-(până în 1947). Din cauze politice, Uniunea Patrioților din Turnu Severin are o existență efemeră (din 1945 până în 1946). La 14 iulie 1945 este înființată SovRomtransport, Societate de navigație româno-sovietică de tip SovRom, care are ca scop exploatarea în comun a mijloacelor și resurselor de transport ale Statului Român, în vederea plății datoriei de război către Uniunea Sovietică. Constituirea SovRomtransport (desființată în 1954) are loc în contextul armistițiului încheiat în 1944 de România cu Uniunea Sovietică. Urmare a acestui fapt, partea română va contribui cu închirierea gratuită către Uniunea Sovietică a Șantierului naval din Turnu-Severin, Constanța și Brăila, cargourile sovietice aflându-se într-un stadiu avansat de uzură, necesitând reparații constante. Asociația Română pentru Legături cu Uniunea Sovietică, filiala Mehedinți, Turnu-Severin apare în 1946, fiind reînființată imediat după 1990.
La 12 ianuarie 1945, în numele despăgubirilor de război pentru pagubele cauzate de România în timpul războiului, începe deportarea germanilor și austriecilor severineni în Uniunea Sovietică. Supraviețuitorii din lagărele de muncă sovietice vor fi expulzați în Germania și Austria, numai o mică parte revenind în Severin. Din această cauză, practic comunitatea luterană severineană (formată din germani) dispare iar cea catolică (în mare parte constituită din austrieci) deși redusă numeric supraviețuiește datorită altor etnii care o compun (cehi, unguri, italieni, polonezi, etc).
Din pricina foametei provocate de seceta teribilă din 1946, în ziua de 15 martie 1947, sub deviza guvernului Petru Groza, "Faceți loc în casa voastră unui copil din Moldova", în gara din Turnu-Severin sosesc 500 de copii, mulți sugari, însoțiți de mame, unele rămase văduve. Locuitorii orașului au rămas un exemplu în cronicile vremii pentru solidaritatea manifestată cu acest prilej.

### Perioada 1948-1989
La 16 martie 1948, cu ocazia alegerilor supravegheate de noul regim, primăria din Turnu Severin primește din București, prin poștă, manifeste purtând antetul "Mișcarea de Rezistență Națională". Ele îndemnau populația severineană să boicoteze alegerile și să formeze grupe de partizani. La 13 aprilie 1948, în urma reorganizării teritoriale a României, odată cu dispariția județului interbelic Mehedinți, Turnu Severin devine un simplu oraș, raion al regiunii Gorj. La 11 iunie 1948 prin Legea 119 pentru naționalizarea întreprinderilor, ca pretutindeni în restul țării, investitorii și proprietarii severineni prosperi sunt deposedați de bunuri și de proprietăți. Mulți sunt deportați sau închiși ca "elemente de clasă exploatatoare orientate împotriva dictaturii proletariatului". Cu aceeași ocazie, Școlile particulare confesionale au fost închise iar Pensionul "Sf. Maria" pentru fete a călugărițelor din Ordinul "Mary Ward" a fost naționalizat (azi Grupul Școlar "Decebal"), călugărițele fiind expulzate în Germania. Cei mai mulți evrei, germanii care mai rămăseseră, greci și armeni severineni, au plecat din țară în timpul fostului regim comunist. La fel și urmașii lor au emigrat, majoritatea, după 1989. Între 1947 și 1950 evreii din Severin încep să emigreze masiv spre Palestina sau alte orașe mari din România, în special București. În 1947 comunitatea ebraică mai număra încă 530 de membri.

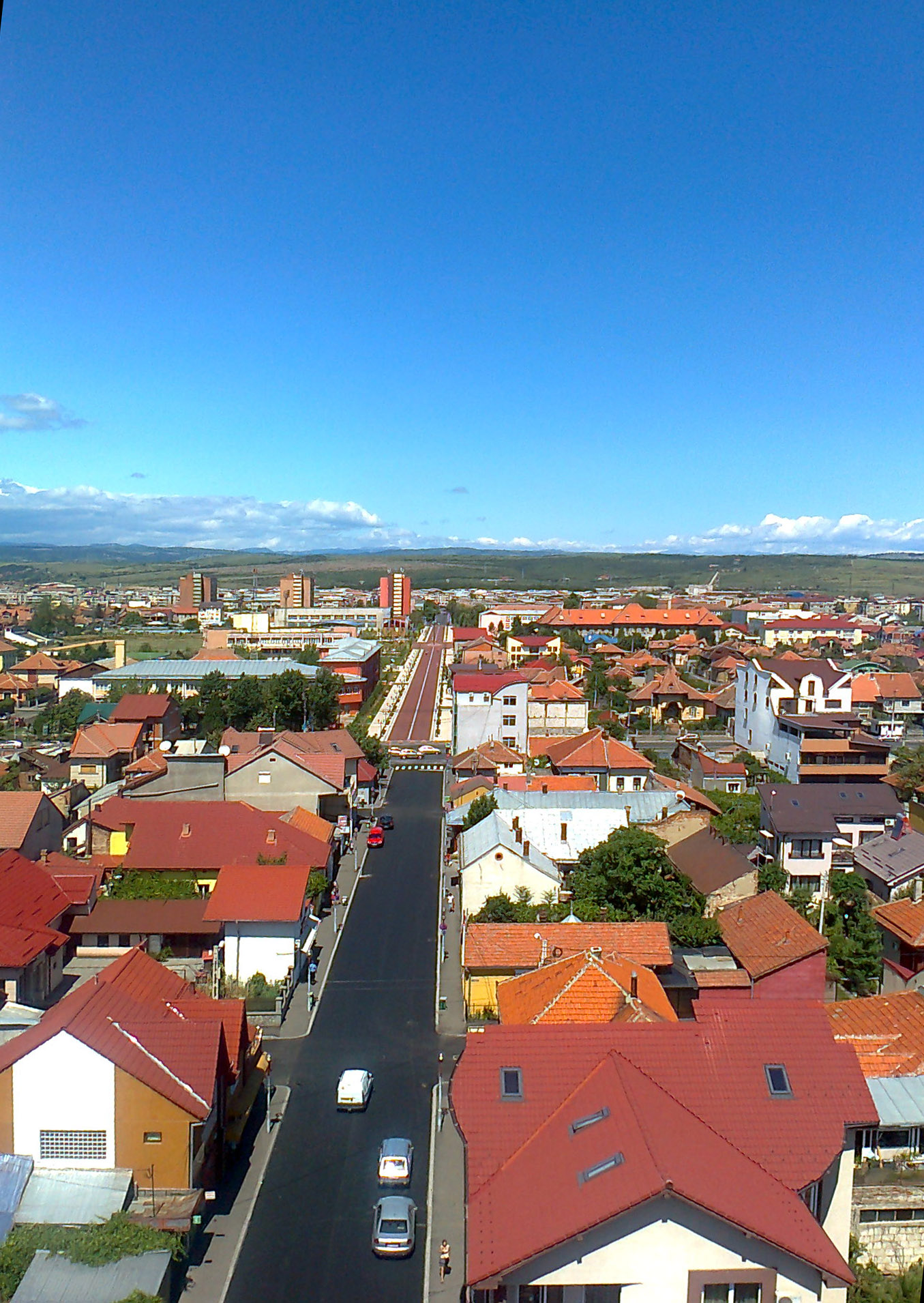
Vedere asupra orașului din vârful Castelului de Apă, cu strada Crișan pe mijloc.

În noaptea de 17-18 iunie 1951, în urma tensionării relațiilor dintre comuniștii sârbi și Moscova și rezultat al rezoluției Cominformului la București din iunie 1948, care îl condamnă pe Tito, pe fondul campaniei antititoiste, similar regiunii Banatului, are loc la Turnu Severin, la Strehaia, Baia de Aramă și Vânju Mare, mutarea și deportarea tuturor "elementelor dușmănoase" din zona de frontieră mehendințeană cu Iugoslavia. Actele de identitate ale locuitorilor din localitățile de pe malul Dunării au fost obliterate cu o ștampilă triunghiulară pe care scria: "Locuitor din zona interzisă de frontieră". Trenurile care circulau între Turnu-Severin și Orșova circulau cu storurile coborâte la ferestrele compartimentelor dinspre fluviu. La 24 septembrie 1953, este efectuată o nouă sistematizare teritorială a României. Turnu Severin este un oraș al Regiunii Craiova. În 1955 Banca Agricolă deschide o filială (până în 1960). La 16 februarie 1968 sunt desființate Raioanele și reînființate județele, ocazie cu care Turnu Severin redevine capitală de județ.
În 1958 este autorizată terminarea și sfințirea Bisericii "Sfântul Gheorghe" (Biserica Nouă), începută în 1936. Va fi unica construcție a unui nou lăcaș de cult ortodox severinean pentru întreaga perioadă a regimului comunist. Tot în anul 1958 comunitatea catolică va fi supusă presiunilor de ordin politic și ideologic, parohul, Robert Lenz, fiind arestat și ucis la Gherla în anul 1960. După anii '70, biserica comunității luterane este preluată de Cultul Baptist. Tot în timpul perioadei comuniste este zidit noul local al cultului Adventist de ziua a șaptea.
Teatrul Popular este înregistrat în 1958 (până în 1989). În 1960, ia ființă Combinatul de Industrializare a Lemnului (CIL). În 1960 este comasat Șantierului Naval cu Atelierele CFR, formând Uzina Mecanică profilată pe construcții de nave și vagoane. Universitatea Populară este înființată în 1963 (până în 1979). Prezenṭi la Turnu-Severin, la 7 septembrie 1964, Gheorghe Gheorghiu Dej și Iosip Broz Tito pun piatra de temelie a hidrocentralei "Porțile de Fier I". Discuțiile referitoare la construirea hidrocentralei s-au purtat cu insistențǎ încǎ din 1955. Iniṭiativa a aparținut statului roman care a prezentat ideea liderului iugoslav Iosif Broz Tito. În 1967 s-a terminat construcția cinematografului "Porțile de Fier I" și a Policlinicii. Combinatul de Celuloză si Hârtie (CCH) este înființat în 1969 iar capacitățile de producție vor intra pe rând în funcțiune între 1972-1975. În 1970 este inaugurată Fabrica de Nutrețuri Combinate.
În 1972 Turnu-Severin devine municipiu. Sublinierea identității naționaliste în ideologia comunistă a anilor ‘70, clădită pe baza anteriorității traco-dacice, opusă latinității occidentale "cotropitoare", adaugă la numele Severinului cu ocazia împlinirii a 2050 de ani de atestare documentară și numele antic Drobeta. La 15 mai 1972, prin Decretul 197 al Consiliului de Stat, numele orașului devine Drobeta-Turnu Severin. La 16 mai 1972, Nicolae Ceaușescu și Iosip Broz Tito inaugurează sistemul hidroenergetic "Porțile de Fier I". În aceeași zi, 16 mai 1972, Iosip Broz Tito este decorat de Nicolae Ceaușescu la Turnu Severin cu cea mai înaltă distincție a R.S.R., Ordinul Victoriei Socialismului.
În 1977 este inaugurat Monumentul Partizanilor severineni din timpul primului Război mondial. La 3 decembrie 1977, Iosip Broz Tito îl întâlnește din nou pe Nicolae Ceaușescu la Turnu Severin, în vederea începerii lucrărilor la hidrocentrala "Porțile de Fier II". Cu prilejul construcției noii hidrocentrale, perimetrul arheologic de la Castrul și podul Drobetei trec printr-o etapă de distrugere și nepăsare deosebită, determinată de schimbarea ireversibilă a topografiei pricinuită de ridicarea nivelului Dunării cu 4-5m. În tot acest răstimp, autoritățile comuniste nu au dovedit nici un interes cu privire la conservarea ruinelor. Cei care au luptat pentru protecția lor au fost numai oamenii de cultură locali. Cât au putut, ei s-au împotrivit planurile autorităților comuniste de distrugere a unor părți importante din situl arheologic al Drobetei, în alte cazuri, au făcut apel la alți oameni de cultură influenți din capitală. Blocurile oribile din beton ce marchează distrugerile din această perioadă pot fi văzute încă și azi din tren sau din curtea Muzeului Regiunii Porților de Fier, atât pe promontoriul castrului cât și la perimetrul piciorului Podului lui Apolodor.
În 1979 este inaugurată Fântâna Cinetică. În 1980 s-a construit cinematograful "Flacăra" și Casa Tineretului, iar în 1983 hotelul "Traian". Între anii 1978 și 1983 este construită Fabrica de Anvelope gigant. Producția maximă s-a realizat în 1985. După 1990, întreprinderea s-a constituit în societate pe acțiuni luând denumirea de ROTRAS S.A. Purtând numele de "Combinatul Chimic Drobeta", între 1982-1988 începe construcția Uzinei de Apă grea (ROMAG). La 17 iulie 1988 incepe producerea apei grele cu primul modul. În perioada regimului comunist s-a construit mai puțin în cartierele centrale, o parte din arhitectura specifică orașului vechi scăpând astfel de demolare. Dintre edificiile reprezentative ale acestei perioade se pot aminti: Hotel "Parc", reședința SHN "Porțile de Fier", Palatul Administrativ și blocurile alăturate, Casa Tineretului, magazinul "Decebal", Casa Sindicatelor și fântâna cinetică din fața Palatului Cultural.
La începutul anului 1979, sub conducerea lui Ionel Cană, medic generalist ce își câștigase reputația de a-i fi ajutat pe muncitori să-și scrie reclamațiile pe tema condițiilor de muncă, este înființat Sindicatul Liber al Oamenilor Muncii din România (SLOMR), sindicat organizat de un grup de 15 muncitori din Șantierul Naval din Turnu Severin. Declarația de înființare a fost difuzată de către Noël Bernard, șeful serviciului român de la Radio "Europa Liberă", la 4 martie 1979, iar sindicatul va atrage peste 2.400 de semnături ale muncitorilor din orașe precum București, Ploiești, Constanța, Târgu Mureș și Timișoara. Crearea acestui sindicat necomunist reprezintă prima încercare de asociere liberă a muncitorilor după 1948, asociere anterioară fondării sindicatului Solidarității poloneze (1980). Sindicatul va fi reprimat brutal de Securitate.

### Perioada 1989-prezent
Imediat după 1989, la Drobeta Turnu Severin este reinstituită Asociația de Prietenie Româno-Rusă (fondată inițial în 1946 cu numele de Asociația Română pentru Legături cu Uniunea Sovietică, filiala Mehedinți). După 1990, în ansamblu, se agravează procesul involutiv al industriei locale severinene create sau dezvoltate în vechiul regim, proces declanșat deja din anii 80. Drept urmare, către sfârșitul anilor '90, cea mai mare parte din întreprinderi vor fi privatizate devenind societăți. Apar deopotrivă altele noi. Blocarea circuitului Dunării în timpul bombardamentului Coaliției NATO împotriva Iugoslaviei (început la 24 martie, până la 5 iunie 1999) provoacă pierderi severe industriei portuare severinene. După o perioadă de relativă stabilitate, criza mondială din 2008 agravează din nou situația producătorilor industriali severineni.
După 1990, cu numele de "Zilele Severinului", sunt reluate festivitățile de primăvară în pădurea Crihala (inițiate în secolul XIX de membrii comunității germane ai Internaționalei socialiste din Severin pentru ziua de 1 mai: "Maiale" sau "Maiandacht") zi care a continuat să fie sărbătorită sporadic în aceeași pădure din vecinătatea orașului și după 1948. În prezent, în loc de 1 Mai, este sărbătorită ziua refondării Severinului modern: 23 aprilie 1833. "Zilele Severinului" au fost inițiate în anul 1992, având ca argumentație susținuta și aprobată de către membrii Consiliului Local al Municipiului Drobeta Turnu Severin de la acea vreme, marcarea celor trei zile, respectiv Ziua Latinității, sărbătoarea Sfântului Gheorghe (patronul spiritual al orașului) și data atestată documentar a înființării orașului, respectiv 21, 22 și 23 aprilie.

## Demografie
Componența etnică a municipiului Drobeta-Turnu Severin
     Români (91,35%)
     Necunoscută (7,73%)
     Altă etnie (0,91%)
Componența confesională a municipiului Drobeta-Turnu Severin
     Ortodocși (90,78%)
     Necunoscută (7,76%)
     Altă religie (1,44%)
Conform recensământului efectuat în 2011, populația municipiului Drobeta-Turnu Severin se ridică la 92.617 locuitori, în scădere față de recensământul anterior din 2002, când se înregistraseră 104.557 de locuitori. Majoritatea locuitorilor sunt români (91,35%). Pentru 7,74% din populație, apartenența etnică nu este cunoscută.
Din punct de vedere confesional, majoritatea locuitorilor sunt ortodocși (90,79%). Pentru 7,77% din populație, nu este cunoscută apartenența confesională.

### Evoluția populației
Conform  recensământului efectuat în 2021, municipiul Drobeta-Turnu Severin se ridică la 79.865 locuitori, în scădere față de  recensământul din 2011, când fuseseră înregistrați 92.617 locuitori. 
De-a lungul timpului, schimbarea populației a municipiului arată așa:
- 1859: |  2.925 locuitori
- 1899: ||||| 19.753 locuitori
- 1912: |||||| 23.643 locuitori
- 1930: ||||| 21.107 locuitori
- 1941: ||||||| 30.475 locuitori
- 1956: |||||||| 32.486 locuitori
- 1966: ||||||||||| 45.397 locuitori
- 1977: ||||||||||||||||||| 76.686 locuitori
- 1992: ||||||||||||||||||||||||||||| 115.292 locuitori
- 2002: |||||||||||||||||||||||||| 104.035 locuitori
- 2011: ||||||||||||||||||||||| 92.617 locuitori
- 2021: ||||||||||||||||||| 79.865 locuitori

Creșterea a populației între recensăminte pe an a fost:
- 1859-1899: ▲ +4,89%
- 1899-1912: ▲ +1,39%
- 1912-1930: ▼ -0,63%
- 1930-1941: ▲ +3,40%
- 1941-1956: ▲ +0,23%
- 1956-1966: ▲ +3,40%
- 1966-1977: ▲ +4,88%
- 1977-1992: ▲ +2,75%
- 1992-2002: ▼ -1,02%
- 2002-2011: ▼ -1,28%
- 2011-2021: ▼ -1,47%

### Minorități
În 1899, 5% din populația orașului sunt evrei. Comunitatea ebraică din Turnu Severin, constituită din evrei veniți din Bulgaria, Serbia, Grecia, Turcia și Austro-Ungaria, era alcătuită în două rituri religioase: (ritul "spaniol"), sefarad, și (ritul "german"), așkenaze. Încă dinaintea constituirii orașului modern, evreii erau prezenți și în Cerneți, stabiliți din 1829. În 1910, în Turnu-Severin erau înregistrați 172 de negustori evrei, 3 croitori, 1 dulgher și 10 alte meserii diverse. Prima școală de rit sefarad din Turnu-Severin este constituită în 1871, cu un număr de 58 de elevi. În 1910, numărul lor era 170. Școala va fi închisă în timpul Primului Război Mondial. Comunitatea așkenaze va inaugura propria școală în 1878, cu un număr de 45 de elevi. Existența școlii va fi însă de scurtă durată, ulterior copiii acestei comunități fiind înscriși în școlile de limbă germană ale comunităților romano-catolice și luterane din oraș. În 1894 este consemnată o filială a mișcării sioniste "Așezământul Țării Israelului", Eretz Israel. Figurile emblematice ale comunității sefarade severinene din această perioadă sunt rabinul Elias Crispin și hazanul (cantorul) Calev Moses, în timp ce rabinul M. Schwartz este personalitatea sionistă cea mai cunoscută a comunității așkenaze după Primul Război Mondial. Alte două nume de excepție ale comunității ebraice severinene sunt scriitorul Rudolf Bernhardt și istoricul Theodor Lavi (Löwenstein).

## Politică și administrație
Municipiul Drobeta-Turnu Severin este administrat de un primar și un consiliu local compus din 21 consilieri. Primarul, Marius-Vasile Screciu[*], de la Partidul Social Democrat, este în funcție din 2016. Începând cu alegerile locale din 2024, consiliul local are următoarea componență pe partide politice:
|  | Partid                          | Consilieri | Componența Consiliului | Componența Consiliului | Componența Consiliului | Componența Consiliului | Componența Consiliului | Componența Consiliului | Componența Consiliului | Componența Consiliului | Componența Consiliului | Componența Consiliului | Componența Consiliului |
|  | ------------------------------- | ---------- | ---------------------- | ---------------------- | ---------------------- | ---------------------- | ---------------------- | ---------------------- | ---------------------- | ---------------------- | ---------------------- | ---------------------- | ---------------------- |
|  | Partidul Social Democrat        | 11         |                        |                        |                        |                        |                        |                        |                        |                        |                        |                        |                        |
|  | Partidul Național Liberal       | 5          |                        |                        |                        |                        |                        |                        |                        |                        |                        |                        |                        |
|  | Alianța pentru Unirea Românilor | 3          |                        |                        |                        |                        |                        |                        |                        |                        |                        |                        |                        |
|  | Alianța Dreapta Unită           | 2          |                        |                        |                        |                        |                        |                        |                        |                        |                        |                        |                        |

## Viața religioasă

### Episcopia latină a Severinului

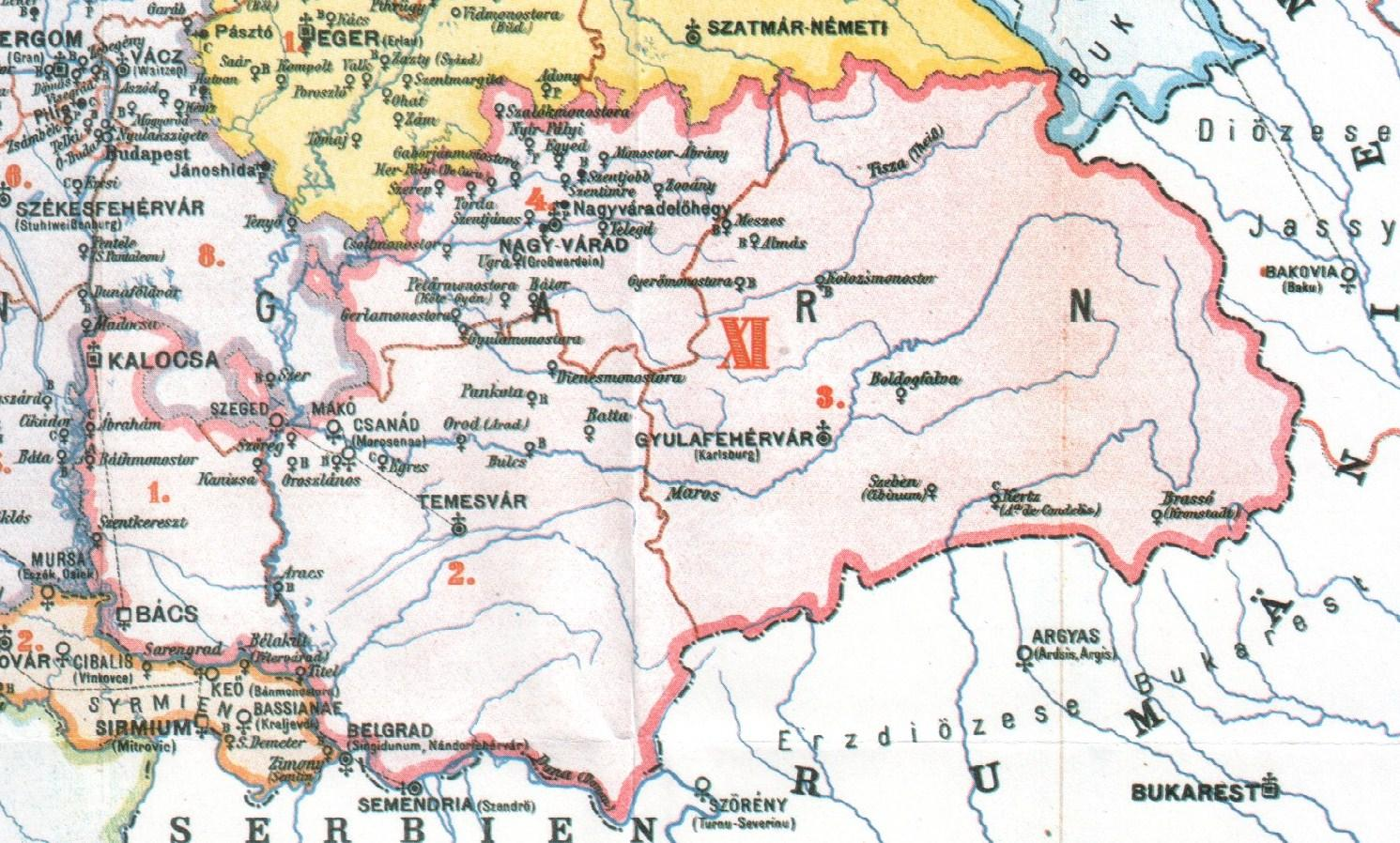
Provincia mitropolitană de Kalocsa la începutul sec. XX. Pe hartă sunt marcate ca desființate episcopiile catolice de Argeș și de Severin, foste sufragane ale Arhiepiscopiei de Kalocsa

Între timp, în 1382, este înființată Episcopia latină a Severinului care va dăinui cu întreruperi până în 1502. La fel ca și Episcopia Catolică a Argeșului, Episcopia Catolică a Severinului a fost sufragană (aflată sub jurisdicția) Arhiepiscopiei de Kalocsa, ea însăși sub obediență papală directă. (În Ungaria medievală de începuturi erau două arhidieceze istorice: Kalocsa și Esztergom – (în rivalitate). În Cetatea Severinului cele două biserici (cea din ruinele castrului Drobetei și cea din cetatea medievală), și în plus, cea de a treia (în modesta capelă cimitirului din acele timpuri) au slujit în activitate misionară a călugărilor dominicani, franciscani și ioaniți. Până la fondarea politică a Valahiei a fost așadar Arhiepiscopia de Kalocsa cea care a dirijat activitatea misionară de încreștinare din ținutul Severinului printre cumani și olteni, și la sud de Dunăre spre bulgarii bogomili. Până la stabilirea definitivă a confesiunii ortodoxe a domnilor munteni, în Banatul de Severin și întreaga regiune situată la Sud de Dunăre, religia și activitatea misionară era dirijată în majoritate de la Roma (via Kalocsa), iar politica de la Esztergom (care nu era mereu în acord cu Roma). Misionarii franciscani erau prezenți în regiune deja înaintea fondării Cetății Severinului, având biserica în incinta ruinelor castrulul roman al Drobetei. La scurt timp li se vor alătura călugării dominicani, biserica lor aflându-se intre zidurile Cetății. Episcopia latină a Severinului numără o listă de 12 episcopi:
1. Gregorius (1382) OP
2. Lucas Ioannis OFM (1390–1394)
3. Franciscus OFM (1394–1398)
4. Nicolaus Demetrios (1399)
5. Iacobus de Cavallis (1412)
6. Lucas (1431)
7. Dionysius (?)
8. Dominicus (1437)
9. Benedictus (1439)
10. Stephanus OSB (1447)
11. Stephanus (1499)
12. Gregorius Thakaro (1500–1502)

Primul Episcop catolic al Severinului, Grigore, este un călugăr dominican (Ordinul fraților predicatori - Ordo fratrum predicatorum - OP). Al doilea și al treilea episcop catolic severinean, Luca și respectiv, Francisc, aparțin ordinului călugărilor franciscani (Ordo fratrum minorum - OFM). În evul mediu severinean, în regiunea Cetății, erau două biserici și o capelă (toate trei latine la origine). Cimitirul, împreună cu capela medievală a Severinului, sunt situate în ceea ce astăzi a mai rămas din grădina Liceului "Traian" (situată între Castrul roman Drobeta și Cetatea Severinului). Ruinele bisericii latine, devenită catedrală, se află în incinta Cetății Severinului iar urmele primei biserici latine sunt în grădina Muzeului "Porțile de Fier", fiind prezentate drept "Ruinele Mitropoliei (ortodoxe a) Severinului", ruine care, de fapt, sunt la origine o biserică catolică franciscană, zidită inițial în stil romanic și modificată ulterior în stil gotic.

### Situația actuală
În 1990, deși numărul de locuitori al Severinului se triplase în raport cu anul 1948, existau doar trei biserici ortodoxe și o biserică capelă în Cimitirul ortodox al orașului. În 1992 începe zidirea Bisericii "Sf. Ilie Tesviteanul". În 1995, începe zidirea Catedralei episcopale "Nașterea Maicii Domnului". La 4-5 martie 2003, Sinodul Bisericii Ortodoxe Române aprobă cererea de înființare a Episcopiei Severinului și Strehaiei, sufragană a Mitropoliei Olteniei. Hotărârea a fost ratificată de Adunarea Națională Bisericească la 6 martie 2003. La 12 decembrie 2003, sub președinția Mitropolitului Olteniei, Teofan, are loc ședința de constituire a Consiliului Eparhial. La 11 februarie 2004, Colegiul Electoral Bisericesc îl alege episcop pe Nicodim Nicolăescu. Instalarea a avut loc în ziua de 25 aprilie 2004, la Catedrala episcopală din Drobeta-Turnu Severin.

### Lăcașe de cult
- Catedrala ortodoxă „Nașterea Maicii Domnului”
- Biserica „Sfântul Ioan Botezătorul” (Grecescu)
- Biserica „Adormirea Maicii Domnului” (Maioreasa)
- Biserica „Sfântul Gheorghe” (Nouă)
- Biserica "Sfântul Dumitru" (În cadrul Cimitirului Ortodox)
- Biserica „Sfântul Ilie Tesviteanul” (de carton)
- Biserica „Sfântul Andrei” (lângă centura orașului, în zona ANL-urilor)
- Biserica romano-catolică „Sfânta Maria, Neprihănit Zămislită”
- Biserica baptistă „Filadelfia” (Str. Cicero)
- Biserica Baptistă Betania (Str. Dr Vasile Gionea, nr 10)
- Sinagoga de rit sefard (doar ca monument arhitectural, actualmente birou notarial)
- Sala Regatului a Martorilor lui Iehova str. Adrian 265A
- Biserica Adventistă de Ziua a Șaptea (str. Aurelian 98)

## Nume
Biserica latină (ulterior devenită catedrală catolică) a cetății medievale a Severinului era, se pare, închinată sfântului Severin de Noricum, un sfânt venerat de călugării austrieci care au misionat in perioadele când Severinul era sub stǎpânirea Coroanei maghiare. Nicolae Iorga citează în anul 1383 existența primului episcop catolic de Severin care a purtat titulatura de "Episcopus Severini" și care a luat asupra sa întreaga jurisdicție catolică din Țara Românească.
Conform unor alte surse, numele medieval al Severinului ar putea fi de origine slavă, asociată cuvântului «severnâi» (северен sau северный), tradus prin cuvântul „din nord” sau „nordic”. Confuzia etimologică între varianta Sewrny și presupusa origine slavă a numelui Severinului «Severnâi» provine probabil de la o scriere a lui Wolfgang Lazius (1514–1565), în care acesta a afirmat că numele modern este "Sewrny", pe care alți autori îl scriu "Severin" sau "Zeverin", oraș din Ungaria, pe Dunăre.
Diderot a menționat Severinul în prima ediție a Enciclopediei sub numele de "Sornum" (de la Szörény), descriindu-l, după Ptolomeu, drept cetate din Dacia.
Sabbathier, autor al unui dicționar al autorilor clasici greci și latini din 1773, în articolul despre “Daci”, numește Severinul cu indicativul Acmonia. În Lexiconul lui Johann Heinrich Zedler (1706–1751) Severinul este numit "Severino", cu indicativul Acmontia, adăugând variantele etimologice "Svverin, urbs Daciae, Severinum".
Alte variante sunt: Szörényvár; Szörény; Szörény vára; Severovar; Severinopolis; Zeurini; Zeren; Zeuryn; Turn-Severin; Turnul-Severin; Szörény-Tornya.

## Stemă

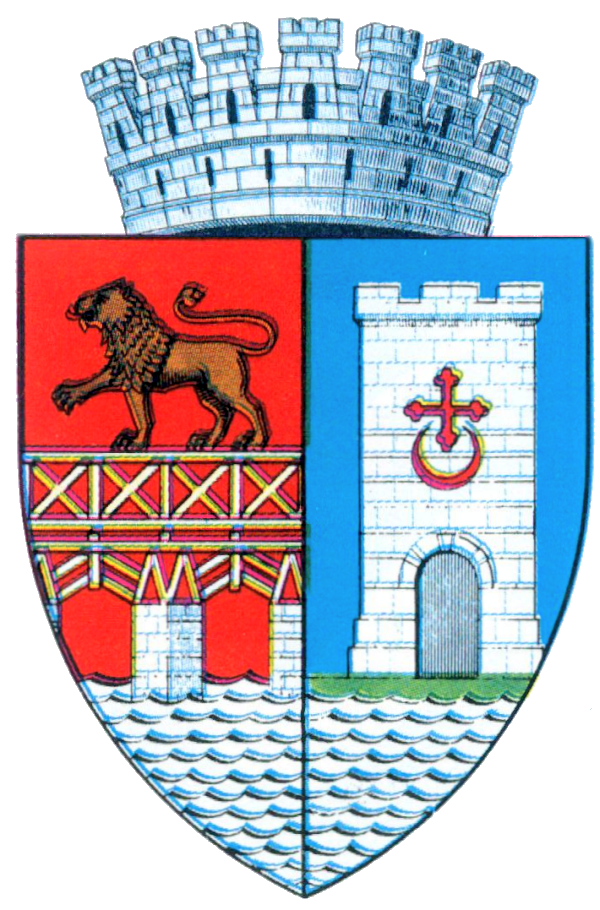
Stema actuală a municipiului

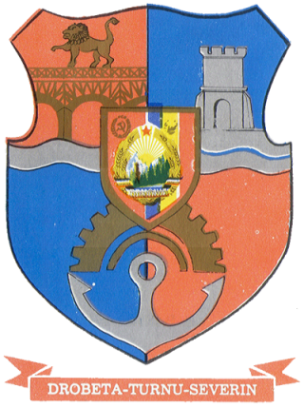
Stema municipiului în perioada comunistă

Stema municipiului Drobeta-Turnu Severin se compune dintr-un scut triunghiular cu marginile rotunjite, despicat. În dreapta, în câmp roșu, se află un pod de argint susținut de piloni, deasupra unei ape undate, totul de argint; pe pod trece spre dreapta un leu de aur înarmat și limbat. În stânga, în câmp albastru, se află un turn pătrat, crenelat, de argint, încărcat cu o cruce aflată deasupra unei semilune, ambele de culoare roșie. Turnul este așezat pe o terasă verde, ieșind din apă undată de argint.
Scutul este timbrat de o coroană murală de argint cu 7 turnuri crenelate.
Podul semnifică podul lui Apollodor din Damasc. Leul amintește, pe de o parte, de vechiul însemn al legiunilor romane. Turnul evocă cetatea medievală a Severinului, iar crucea plasată deasupra semilunii amintește de luptele purtate împotrivă Imperiului Otoman. Coroana murală cu 7 turnuri crenelate semnifică faptul că localitatea are rangul de municipiu-reședință de județ.

## Obiective turistice și culturale

### Perioada antică

#### Castrul
Vestigiile castrului roman Drobeta, Podul lui Traian și Turnul lui Sever, se pot vedea și astăzi. La jumătatea sec. III carpii, distrug castrul dar și orașul antic. Refăcut, la sfârșitul sec. al IV-lea, castrul Drobetei suferă distrugeri provocate de goți iar la mijlocul sec. al V-lea, sunt consemnate alte distrugeri importante provocate de huni. Castrul roman își încetează definitiv rolul de garnizoană în anul 602 d.C., când triburile avare distrug multe așezări romane de pe malul nordic al Dunării.

#### Podul lui Traian

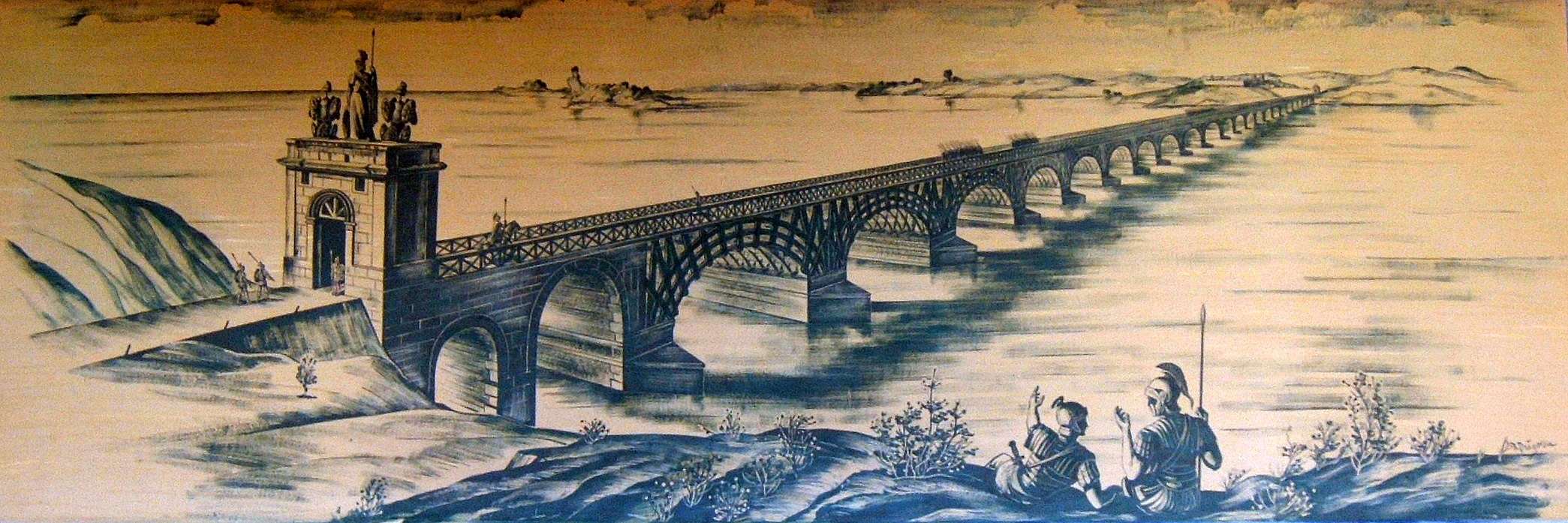
Reconstituire a Podului lui Traian de peste Dunăre executată de către inginerul E. Duperrex în anul 1907.

A fost construit în numai trei ani (103–105) după planurile celebrului arhitect, Apolodor din Damasc, fiind considerat cea mai îndrăzneață lucrare inginerească a antichității romane. Podul a fost ridicat pe 20 de piloni din blocuri de piatră, fiind lung de 1.135 m, lat de 14,55 m și înalt de 18,60 m, la capete având câte un portal monument, ale căror relicve se văd pe ambele maluri ale Dunării. Pentru partea lemnoasă a construcției s-au folosit stejarii de pe 200 de hectare de pădure.
Locul pentru a construi Podul lui Traian a fost ales de Apolodor din Damasc în avalul Severinului de astăzi deoarece apele Dunării se calmau după ieșirea din defileul Cazanelor (Porțile de Fier) în special după stânca Prigrada care se prelungea în mod oblic peste Dunăre aproape blocând curgerea fluviului, motiv pentru care Traian a dispus construirea unui canal pe malul sârbesc la Sip, de 2,2 kilometri. În locul ales pentru construcția podului, fundul albiei fluviului era suficient de încărcat cu pietre și stânci purtate din trecătoarea dintre Carpați și Balcani, un fundament extrem de stabil pentru susținerea construcției. Se presupune că insula Şimian (Şoimeanului) la est de acest amplasament se prelungea atunci cu o limbă de nisip şi prundiş care a permis ridicarea câtorva piloni de pod pe uscat. Nivelul apei era pe atunci mai mic cu vreo 5 metri decât în prezent, acesta ridicându-se după construirea complexului hidroenergetic de la Porțile de Fier II. Podul măsura 1135 de metri lungime, legând castrul Pontes de pe malul sudic (Serbia de azi) de castrul Drobeta, pe malul nordic. Aceasta din urmă devenise posesiune romană după primul război dacic (101-102 d.C).

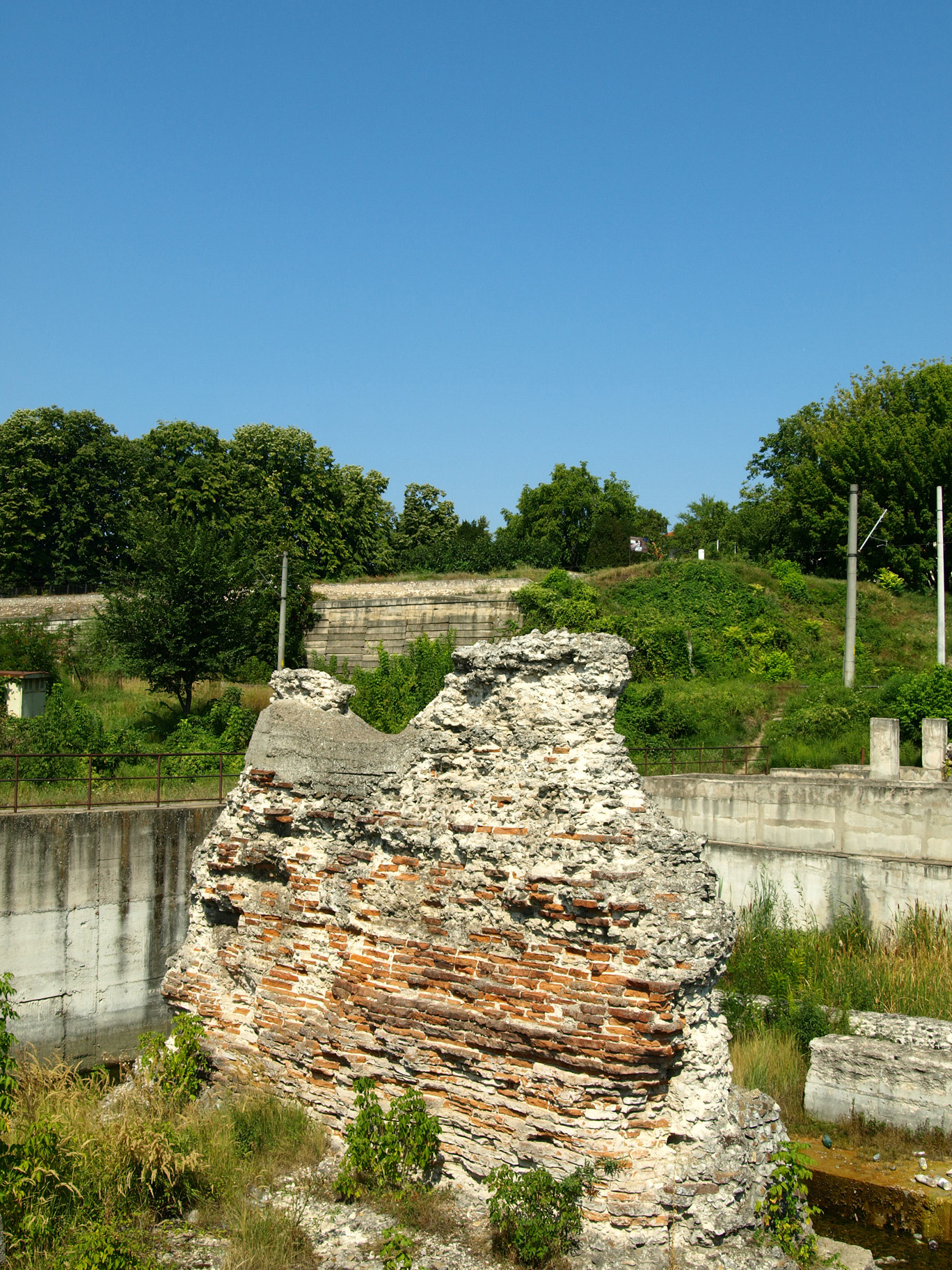
Podul lui Traian, ruina pilonului pe malul românesc al Dunării.

Conform scrierii lui Dio Cassius (LXVIII, 13,1) podul avea aproximativ 18 metri în înălțime și 12 în lățime, căt să permită trecerea, ca pe uscat, a unei legiuni cavaliere în marș. La cele două capete ale Podului, sudic (Pontes) și nordic (Drobeta), au fost construite arcuri de triumf, porți monumentale, expresie a măreției și puterii romane imperiale. O altă descriere a construcției podului a fost făcută de Procopius din Cezareea în lucrarea De aedificis (IV, 6). Pentru a putea pune bazele pilaștrilor romanii au deviat parțial cursul Dunării folosind albia unui afluent sudic care poate fi văzut încă și azi, în Serbia, la est de orașul Cladova. Astfel primii 10-12 piloni au fost ridicați pe uscat. Pentru construcția celorlalți s-au folosit cofraje din bârne de stejar cimentate și sisteme de pompe. Apolodor din Damasc a folosit baza a 20 de stâlpi din piatră, aflați la o distanță de circa 50 de metri unul de altul, aceștia fiind legați prin arcade arcuite impetuos din lemn din stejar. Picioarele din apele fluviului erau formate tot din blocuri din piatră cioplite, ascuțite în amonte și în aval, în formă de carouri, pentru a facilita trecerea curentului puternic al apelor Dunării.
Dio Cassius consideră că Împăratul Hadrianus (117-138) este responsabil de distrugerea parțială a podului pentru a proteja sudul Dunării de invazia triburilor roxolane și lazighe. Distrugerea totală a podului este însă legată de părăsirea definitivă a Daciei (271 d.C), chiar dacă castrul propriu-zis nu este abandonat de legiunile romane pentru încă 300 de ani.
În timpul Renașterii, când interesul pentru operele de geniu ale Antichității erau o pasiune în Occident, regele Francisc I al Franței, a cerut permisiunea Sultanului Soliman Magnificul (care va distruge Cetatea Severinului) să-i permită demolarea unui pilon al podului pentru a afla secretul compoziției cimentului folosit. Ruinele podului au fost studiate amănunțit în perioada modernă în 1689 de către ofițerul de geniu austriac Luigi Ferdinando, conte de Marsigli, care, ținând seama de expansiunea Imperiului Habsburgic, dorea (fără sa reușească) construirea unui alt pod alături de rămășițele podului lui Traian. În anul 1858 ca urmare a unei secete, unele pǎrți superioare ale câtorva picioare ruinate ale podului au putut fi observate chiar cu ochiul liber. În prezent din cele 20 picioare doar vreo 12 ar mai exista. La un moment dat în 1906 Comisia Dunării a dispus demolarea a doi piloni care îngreunau circulația fluvială. În 1932 mai existau doar 16 piloni, dar în 1982 numai 12 au mai putut fi găsiți, ceilalți piloni fiind probabil spălați de ape și pietriș. În ultimele decenii echipe de scafandri din Serbia au făcut cercetări asupra ruinelor unor picioare ale acestui pod antic. Există și unele supoziții neconfirmate legate de dărâmarea podului chiar în timpul Imperiului Roman si blocarea accesului fluvial pe Dunăre, determinând reluarea navigației pe brațul secundar (actualmente închis) la est de localitatea sârbească Cladova.

#### Termele Drobetei
Sunt cele mai complicate instalații termale din Dacia Inferioară. Astăzi, se păstrează mai puțin de jumătate din ruinele termelor. Se pare că au fost utilizate atât de soldații ce staționau în Castrul Drobeta, cât și de populația civilă. Au fost construite de soldați ai Leg. V Macedonica o dată cu castrul, iar la începutul secolului al III-lea au fost refăcute și „modernizate” de un detașament al Cohortei I Sagittariorum, condus de Aurelius Mercurius, magister in Figlinis (maistru cărămidar). Pe lângă dotările obișnuite ale unor terme, cum ar fi camera de foc (PRAEFURNIUM), camera de aburi (LACONICUM), sala de baie (CALDARIUM), camera de apă rece (FRIGIDARIUM) și altele, în partea de nord se găseau săli de lectură și un spațiu pentru exerciții și întreceri sportive, PALESTRA.

#### Amfiteatrul roman
La 5 noiembrie 2010, alături de castru, au fost descoperite ruinele amfiteatrului roman. Amfiteatrul este sculptat pe Columna lui Traian. Arheologii îl căutau de mai bine de 100 de ani. Specialiștii înclinau chiar să considere amfiteatrul Drobetei o fantezie a celebrului arhitect Apolodor din Damasc. Amfiteatrul, de formă ovală, are o deschidere de 36 de metri, însă săpăturile nefiind încă terminate, deocamdată nu poate spune cu certitudine dimensiunile reale. Este posibil ca acest amfiteatru să fie unul dintre cele mai mari de pe teritoriul Daciei, la ora actuală existând doar trei pe teritoriul României.

### Perioada medievală
- Cetatea Severinului
- Ruinele bisericii cu contraforturi

### Perioada modernă
- Muzeul Regiunii Porților de Fier
- Muzeul de Artă
- Palatul Cultural „Theodor Costescu”
- Biblioteca Județeană „I.G. Bibicescu”
- Castelul de apă
- Parcul Central
- Hala Radu Negru
- Monumentul Eroilor
- Bustul Împăratului Traian
- Bustul Regelui Decebal

## Educație

### Instituții de învățământ
- Colegiul Național „Gh. Tițeica”
- Colegiul National Pedagogic „Ștefan Odobleja”
- Colegiul Național „Traian”
- Colegiul Național Economic „Th. Costescu”
- Liceul tehnologic „Decebal”
- Liceul tehnologic „Domnul Tudor”
- Liceul de Artă „Ion Ștefan Paulian”
- Palatul copiilor
- Școala ”Dimitrie Grecescu”

### Comerț

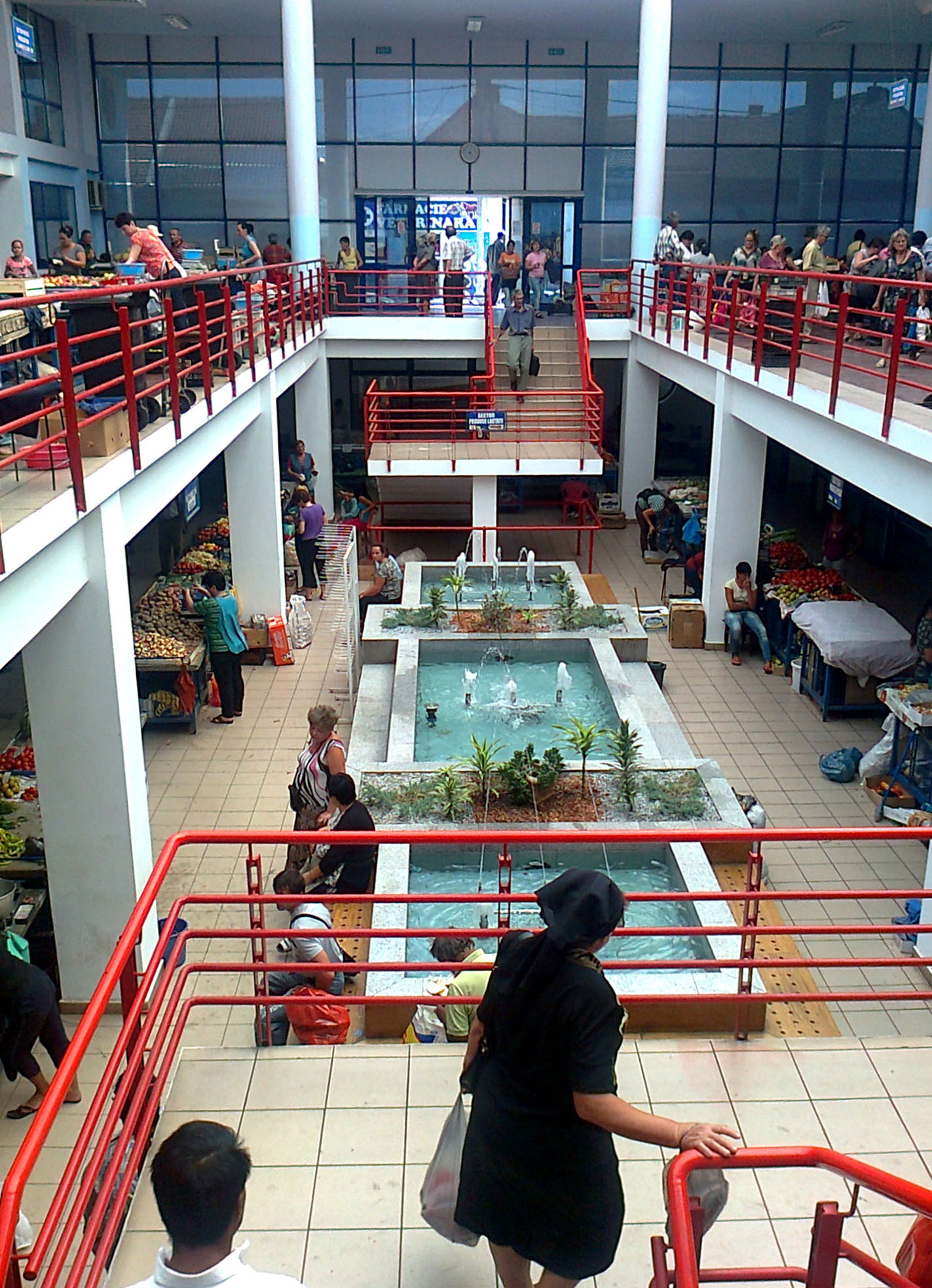
Interiorul pieței Mircea din Drobeta-Turnu Severin

## Economie

### Industrie
MEVA S.A. VAGOANE DE MARFĂ;
SEVERNAV VAPOARE;
HIDROCENTRALA PORȚILE DE FIER I;
PRELUCRAREA LEMNULUI;
FABRICA DE CABLAJE AUTO.

## Personalități
- Constantin Dimitrescu Severeanu (1840-1932), medic chirurg, fondatorul chirurgiei românești.
- Dimitrie Grecescu (1841-1910), botanist, medic, membru titular (1907) al Academiei Române.
- I.G. Bibicescu (1848-1924), economist, guvernator al Băncii Naționale a României între 1914-1924
- Crespin Elias (Eliahu) Mordechai, (1850-?), rabin al comunității sefarade, editor al jurnalului "El Luzero de la Paciencia" (1885 - 1887) scris la Turnu-Severin, pentru prima oară cu litere latine
- Theodor Costescu (1864-1939), inițiatorul și finanțatorul Palatului Culturii și al Liceului Traian
- Constantin Bălătescu (1864-?), viceamiral, Șeful Serviciului Marinei din Marele Cartier General 1916-1920
- Constantin Rădulescu-Motru (1868-1957), filosof, psiholog, pedagog, om politic, dramaturg, academician și președinte al Academiei Române între 1938 - 1941
- Gheorghe Țițeica (1873-1939), matematician, membru al Academiei Române
- Alexandru Bărcăcilă (1876-1970), profesor de limbi clasice, fondator al Muzeului regiunii "Porțile de Fier"
- Anton Lindner (1880-1958), politician social-democrat austriac
- Ioan Jianu (1880-1972), medic în chirurgia vasculară, autoplastie, heterogrefe.
- Mihail N. Isvoranu (1880?-1966?), judecător, prefect județul Mehedinti.
- Victor Gomoiu (1882-1960), medic chirug și istoric al medicinei, ministru al sănătății (1940).
- Richard Franasovici (1883-1964), avocat, ministru, diplomat.
- Alice Voinescu (1885-1961), scriitoare, eseistă, critic de teatru. Prima româncă cu doctorat în filosofie (1913, obținut la Paris, Sorbona).
- Gheorghe Ionescu-Șișești (1885-1967), fondatorul agronomiei moderne românești.
- Alexander Löhr (1885–1947), general-maior al armatei austriece și, mai târziu, general-locotenent al Wehrmacht-ului german, Comandant al Grupului de Armate E în Balcani
- Ștefan Protopopescu (1886-1929), primul pilot și constructor de avioane din România.
- Ion Gigurtu (1886-1959), inginer, om politic, prim-ministru al României în anul 1940.
- Nicolae N. Isvoranu (1886-1958), medic radiolog (Viena), senator iorghist.
- Dumitru Ghiață (1888-1972), pictor
- Rudolf Bernhardt (1890(?)-1932), scriitor, publicist (pseudonim Radu Baltag sau Adrian Corbul, în Franța "Adrien Le Corbeau")[10]
- State Drăgănescu (1891-1965), savant, neurolog, anatomopatolog.
- Gromoslav Mladenatz (1891-1958), membru al Academiei Române, economist de talie europeeană.
- Dumitru Cornilescu (1891-1975), autor al unei traduceri în limba română a Bibliei.
- Victor Daimaca (1892-1969), astronom, descoperitorul mai multor comete, omologate de Uniunea Astronomică Internațională.
- Grigore Florescu (1892-1962), arheolog, membru al Școli Romine din Roma, maestru în epigrafie latină, colaborator al Institutului de Arheologie al Academiei Române
- Petre Sergescu (1893-1954), matematician, membru corespondent al Academiei Române (1937), istoric în filosofie matematică.
- Gheorghe Dumitrescu-Bistrița (1895-1992), preot, folclorist, creatorul revistei naționale de muzică, artă și folclor "Izvorașul" (1919-1941)
- Radu Cioculescu (1901-1961), muzicolog, eseist, scriitor (primul traducător al lui M. Proust în limba română).
- Ștefan Odobleja (1902-1978), părintele ciberneticii generalizate.
- Șerban Cioculescu (1902-1989), critic literar, membru al Academiei Române.
- Ștefan-Marius Milcu (1903-1997), medic, antropolog, membru al Academiei Române.
- Ion Biberi (1904-1990), prozator, eseist si critic literar.
- Ion Berciu (1904-1986), arheolog, redactor al revistei Apulum.
- Gheorghe Anghel (1904-1966), sculptor.
- Alexandru Dima (1905-1979), critic și istoric literar.
- Theodor Lavi (Löwenstein), (1905-1983), istoric, cercetător în cadrul instituției Yad Vashem, consacrat studierii Holocaustului,
- Paul G. Dimo (1905-1990), inginer român, membru titular al Academiei Române, creator al unor sisteme electromagnetice, Analiza nodala, Metodele REI si Analizatorul grafic, care îi poarta numele pe plan mondial.
- Dumitru Crăciunescu (1905-1967), profesor, compozitor și dirijor.
- N.I. Herescu (1906-1961), latinist, poet, prozator, eseist, fondator și director al Institutului Român de Studii Latine din București.
- Dumitru Berciu (1907-1998), istoric, arheolog, membru de onoare al Academiei Române.
- Ion Chițimia (1908-1989), istoric literar, specialist în slavistica poloneză, folclor și literatură veche comparată.
- Tudor Dumitru (1908-1982), istoric si arheolog.
- Anna Colombo (n. 1909), scriitoare, specialistă în românistică în Italia.
- Vasile Gionea (1911-1999), jurist român, președinte al Curții Constituționale a României, membru de onoare al Academiei Române.
- Alexandru Balaci (1916-2002), italienist, director al Academiei Române din Roma în anii 1981-1990.
- Nicușor Predescu (1919-1986), violonist, concert maestru, compozitor și dirijor.
- Ion Minulescu Emil Manu - Emil Cismarescu (1922-2005), critic, istoric literar și poet, autor de monografii și al Istoriei poeziei române moderne.
- Ion Grecea (1922-1999), scriitor, prozator.
- Maria-Pia Castaing (n. 1922), scriitoare, profesoară Filologie modernă și Istoria Artelor.
- Ion Ioanid (1926-2003), memorialist, disident, crainic și redactor al postului de radio "Europa Liberă".
- Sabin Ivan (1926-2012), senator, medic.
- Traian Lorin Sălăgean (1929-1993), inginer electrotehnician, membru titular (1990) al Academiei Române.
- Alexandru Boboc (n. 1932), filosof, specialist în istoria filosofiei; filosofia valorilor și a culturii; semiotica și filosofia limbajului.
- Ioan-Ioviț Popescu (n. 1932), fizician român, specialist în optică și fizica plasmei, membru titular al Academiei Române (1990), nominalizat în 1981 pentru Premiul Nobel în fizică pentru contribuții în spectroscopia multifotonică și laser.
- Geo Saizescu (n. 1932), regizor, scenarist, interpret.
- Emil Moise-Szalla (n. 1933), pictor, scenograf.
- Iulian Andreescu (1936-1998), muzicolog, dirijor, profesor.
- Ileana Stana-Ionescu (n. 1936), actriță de teatru și film.
- Virgil Ogășanu (n. 1940), actor de teatru și film.
- Șerban Nicolae Foarță (n. 1942), poet, critic și scriitor.
- Mișu Davidescu (n. 1930), arheolog, fost director al Muzeului Regiunii Porților de Fier
- Marius Tupan (1945-2007), prozator, eseist și dramaturg, redactor șef al revistei "Luceafărul".
- Anghel Mora (1949-1990), regizor de film, scenarist, actor, poet, și cântăreț folk.
- Doru Viorel Ursu (n. 1953), ministru de Interne, secretar de stat la Ministerul de Externe, deputat, membru al Comisiei de Control a SRI, avocat.
- Ștefan Popa-Popas (n. 1955), artist plastic, caricaturist.
- Ion Ștefan Paulian, profesor, compozitor și creator al Societății corale "Doina".
- Mirel Rădoi, fotbalist.
- Dorel Stoica, fotbalist.
- Moise Guran, jurnalist;
- Gheorghe D. Anghel (1904 - 1966), sculptor.
- Constantin Bărbulescu (1927 - 2010), economist, senator, membru corespondent al Academiei Române.
- Dan Bălteanu (n. 1943), geograf, membru al Academiei Române.
- Alexandra Elena Adam (n.2004), handbalistă, jucătoare SCM Râmnicu Vâlcea, bronz Campionat Mondial ONSS, vicecampioană națională J2.

## Cartiere și bulevarde
| Cartiere: - Cartierul Tabaci - Cartierul Aluniș - Cartierul Banovița - Cartierul Centru - Cartierul Cet Nord - Cartierul Cicero - Cartierul Crihala Nord - Cartierul Crihala Sud - Cartierul Dudasul Schelei - Cartierul Gura Vaii - Cartierul Independenței - Cartierul Kiseleff - Cartierul Walter Mărăcineanu - Cartierul Schela Cladovei - Cartierul Schela Noua (Vârciorova) | Bulevarde: - B-dul Aluniș - B-dul Carol I - B-dul Dunărea - B-dul Ion C. Brătianu - B-dul Mihai Viteazul - B-dul Nicolae Iorga - B-dul Porțile de Fier - B-dul Revoluției 16-22 decembrie 1989 - B-dul Tudor Vladimirescu - B-dul Vârciorova |  |

## Sport
- Stadionul Municipal
- Bazinul de înot

## Orașe înfrățite
Municipiul Drobeta-Turnu Severin este înfrățit cu următoarele orașe:
- Orly (Franța)
- Papingo (Grecia)
- Soroca (Republica Moldova)[12]